# 岩合光昭の世界ネコ歩き
『岩合光昭の世界ネコ歩き』（いわごうみつあきの せかいネコあるき）は、NHK BSプレミアムを発祥とし、現在はNHK BSプレミアム4Kで放送されているネコを題材としたドキュメンタリー番組。特別番組として2012年8月6日 - 8日に3夜連続で放送した後、2013年3月9日よりシリーズ放送が開始されている。本番組より派生した2本の劇場版作品も本項の当該項目内で解説する。

## 概要
動物写真家の岩合光昭が、世界各地のネコを動画で撮影したもの（ネコの目線の高さで撮影されることもある）が放映される。動画や写真を撮影したり、ネコに話しかける岩合自身の様子も紹介される。世界遺産の地で暮らすネコが撮影されることが多い。最初に制作された本編版は60分番組（59分版の表記もある）で、撮影は全面的にプログレッシブ=ノンインターレース方式が採用されている。
2012年、当初はBSプレミアムの特別番組として8月6日 - 8日に3夜連続で放送された。
2013年3月9日よりシリーズ放送が開始され、新作を月1回程度のペースで制作しつつ再放送を交え不定期に放送される期間が続いた。
2017年度より基本の放送枠が固定され、毎週の定期的な視聴ができるようになる。
2018年からBS4Kの放送に先駆け4K撮影に移行した。
2019年4月5日よりBS4Kでも放送を開始。
2020年度からBSプレミアムとBS4Kの基本放送時間が統一され、同時放送扱いで週2回（本放送・再放送）のレギュラー放送枠体制となる。また本年より新型コロナウイルスのパンデミックにより海外ロケが困難になり、基本1か月ごとである新作放送が作られなかった期間も生じた。このため同年7月末放送分から新作は国内取材に限定され、海外編に関しては過去回の総集編（ヨーロッパ、ラテンアメリカ、北アメリカ西海岸）をナレーション新録で製作し対応した。
2021年、番組のエンドクレジットが変更（2月の「安芸・広島」まで「終/NHK」と表示されていたが、4月の「日光・那須・塩原」以降「終」の表記が廃止された）。また、『ネコ歩き』に似た趣向で国内の動物園で動物たちを描写・観察する番組『いいZooだね。〜岩合光昭の動物園歩き〜』が始まった。
2023年より新作のタイトルロゴが岩合本人筆のものに変わり「4Kスペシャル」と銘打って90分で制作、毎月の最終週に放送する方式に変更。既存の60分再放送枠は継続して毎週定期放送。更に同年12月1日よりBSプレミアムとBS1統合に従い、BSプレミアムで行われていた放送枠を新たなBSに組み入れる編成改変が行われた。BS4KもBSプレミアム4Kへと同日改組されたが、こちらは放送枠をそのまま引き継いだものの、新作の放送週が最終とは限らない月1回放送制へと変更されたが、2024年度以降はBSプレミアム4K、BS共に新作は基本放送枠を設けず、随時放送する制度を取っている。放送日時は「放映リスト」頁を参照。また、2025年3月24日（23日深夜）にBS8Kにて新作が先行放送され、BS8Kにおける初めての新作先行放送となった。
サブ番組として制作される15分編集版『岩合光昭の世界ネコ歩きmini』は、猫にまつわる知識の解説コーナー「猫識」を追加した形のミニ番組で、本編シリーズ開始から4か月後の2013年7月4日より放送開始、現在まで通算250本を超える回数が放送されている。新作の製作・放送は基本不定期であり、最速で放送されていたBSプレミアムでは「セレクション」と称して短期集中での放送形式を取っていた。このミニ番組は現在のBS、BSプレミアム4K（旧：BS4K）、および地上波の総合テレビの3局に跨り定期放送枠が作られては終了しているが、現在ではBS、BSプレミアム4Kにてそれぞれ週1回の再放送枠が設置されている。
かつては60分版を前後分割した30分ショートカット版も多数制作されたが、2020年3月を最後に新規の編集製作がされていない。2021年では新たな25分版が10本編集制作され、BSプレミアム並びに地上波のEテレで放送された。30分版の再放送は2022年10月より不定期に再開され、2024年4 - 7月にはBSにて定期再放送枠が設定されていた。

## 出演者
- 岩合光昭（動物写真家）
- ネコのみなさん

### 主なナレーター
- 本編
  - 塚本高史[1]
  - 相武紗季[1]
  - 山田孝之[1]
  - 宮崎あおい[1]
  - 檀れい[1]
  - 前田敦子
  - 福士蒼汰[6]
  - かしゆか（Perfume）
  - 小林薫
  - 福地桃子
- ネコ歩きmini
  - 斉藤茂一
  - 蓮井梨花
  - 杉山裕子
  - 山下大輝
  - 立花慎之介
  - 植田佳奈
  - 悠木碧
  - 羽多野渉
  - 小松未可子

## 放送時間
記載は主に2017年以降固定化された基本の放送時間枠。他に「セレクション」と呼ばれる単発の放送がチャンネル個別に随時行われる。

### 60分版
- BSプレミアム4K

本放送：随時放送（2025年4月 - ）
再放送：月曜 18:00 - 19:00（2024年4月 - ）、水曜 12:00 - 13:00（2021年4月 - 、BS4Kから引き継ぎ）
- BS

本放送：BSプレミアム4Kでの放送を受けて、随時放送（2025年4月 - ）
再放送：火曜 9:00 - 12:00（2025年4月 - ）
「4Kスペシャル」（90分版）か60分版を上記の時間内に放送。

#### 過去
- BS

水曜 18:00 - 19:00（2023年12月 - 2024年3月）、木曜 17:00 - 18:00（2028年8月 - 9月）
- BSプレミアム

水曜 12:00 - 13:00（2018年4月 - 2023年11月）、木曜 20:00 - 21:00（2022年4月 - 2023年3月）、火曜 22:00 - 23:00（2020年4月 - 2022年3月）、金曜 22:00 - 23:00（2017年4月 - 2020年3月）
固定以前
金曜 0:00 - 1:00（2014年5月）、金曜 12:00 - 13:00（2013年10月 - 2014年1月） 他
- BS4K

木曜 20:00 - 21:00（2022年4月 - 2023年3月）、火曜 22:00 - 23:00（2020年4月 - 2022年3月）、水曜 8:00 - 9:00、月曜 15:00 - 16:00（2020年4月 - 2021年3月）、金曜 20:00 - 21:00、金曜 10:00 - 11:00（2019年4月 - 2020年3月）

### 4Kスペシャル（90分版）

#### 過去
- BSプレミアム4K（旧：BS4Kより継続）

月1回木曜 19:30 - 21:00、翌火曜 14:00 - 15:30、翌木曜 8:00 - 9:30（2023年4月 - 2024年3月）
随時放送（2024年4月 - 2025年3月）
- BS

毎月最終木曜 19:30 - 21:00、翌木曜 9:30 - 11:00（2023年12月 - 2024年3月）
BSプレミアム4Kでの放送を受けて、随時放送（2024年4月 - 2025年3月）
再放送：水曜 17:30 - 19:00（2025年2月 - 3月）
初回放送も同枠内で行なわることがあった。
- BSプレミアム

毎月最終木曜 19:30 - 21:00、翌木曜 8:00 - 9:30（2023年4月 - 11月）

### 30分版

#### 過去
- BS4K

月曜 7:00 - 7:30（2020年10月 - 2021年3月）、日曜 6:15 - 6:45（2019年8月 - 2020年3月）、日曜 6:30 - 7:00（2019年5月 - 7月）、水曜 6:30 - 7:00（2018年12月）、木曜 12:15 - 12:45（2019年5月 - 2020年3月）、土曜 16:00 - 16:30（2018年12月）
- BSプレミアム

水曜 6:00 - 6:30（2017年4月 - 2018年3月）、金曜 12:00 - 12:30（2014年2月 - 2014年11月）、金曜 0:00 - 0:30（2014年2月 - 5月）、日曜 7:00 - 7:30（2013年7月 - 8月）、日曜 6:30 - 7:00（2013年4月 - 6月）、月曜 19:30 - 20:00（2013年4月 - 5月） 他
- BS

再放送：木曜 17:30 - 18:00（2024年4月 - 2025年3月）

### mini
- BSプレミアム4K

再放送：日曜 9:45 - 10:00（2025年5月 -  、No.268 - ）
2024年度より初回放送も同チャンネル内で行なわれている（No.285 - ）。
- BS

再放送：金曜 21:45 - 22:00（2025年4月 -  、No.265 - ）

#### 過去
- BS

土曜 9:00 - 9:15（2023年12月 - 2024年3月、No.240 - 284）
2023年12月のチャンネル統合によりBSプレミアムが終了したため、同局の放送形式を引き継いで初回放送を行った（No.275 - 284）。
- BSプレミアム

土曜 9:00 - 9:15（2023年4月 - 11月、No.226 - 264、NHK BSへ引き継ぎ）、土曜 7:00 - 7:15（2019年4月 - 12月）、水曜 23:15 - 23:30（2018年4月 - 2019年3月）、土曜 8:15 - 8:30（2015年9月 - 10月、2016年4月 - 7月）、土曜 17:45 - 18:00（2015年10月 - 12月）、土曜 23:15 - 23:30（2013年10月 - 12月、2014年5月 - 2015年3月） 他
不定期の「セレクション」を主とし、初回放送（No.01 - 274）の披露はほぼその中で行われた。2023年12月のBSチャンネル統合によりチャンネル自体が終了したため役目を終えた
- BSプレミアム4K

水曜 17:00 - 17:15、土曜 5:10 - 5:25（2024年4月 - 2025年3月、No.245 - 291）、火曜 22:45 - 23:00（2023年12月 - 2024年3月、No.240 - 284）
- BS4K

火曜 22:45 - 23:00（2023年4月 - 2023年11月、No.226 - 264、BSプレミアム4Kへ引き継ぎ）、土曜 8:45 - 9:00（2021年4月 - 2022年4月、No.205 - 242）
火曜 21:43 - 21:58（2021年8月）、火曜 21:45 - 22:00（2021年6月 - 7月） 
BSプレミアムとの同時放送。この期間は後続22:00からの60分版と直結して連続視聴できた。
再放送：水曜 17:00 - 17:15、土曜 5:10 - 5:25（2024年4月 - 2025年3月、No.205 - ）
- 総合テレビ

木曜 15:40 - 15:55（2023年4月 - 2024年3月、No.225 - 279）、金曜 16:05 - 16:20（2018年4月 - 2022年4月、No.105 - 227）
祝日・年末年始、ならびに大相撲中継・国会中継・高校野球中継期間は休止。臨時ニュースの類で放送中止になった際は基本的にスライド延期をしなかったため、未放送となった回も多い。
日曜 11:00 - 11:15（2020年7月 - 8月）
コロナ緊急事態宣言期間の特別編成。金曜枠とは別内容で週2本放送された。
- ワールド・プレミアム

火曜 12:20 - 12:35、水曜 3:50 - 4:05（2022年8月 - 2023年1月、No.225 - 244）

## 番組で訪れた世界遺産と名所
- 「イスタンブール」イスタンブール歴史地域（1985年、文化遺産） - アヤソフィア、スルタンアフメト・モスク（ブルーモスク）
- 「キューバ・ハバナ」ハバナ旧市街とその要塞群（1982年、文化遺産）
- 「モロッコ・マラケシュ」マラケシュの旧市街（1985年、文化遺産） - ジャマ・エル・フナ広場
- 「ポルトガル」アルト・ドウロ・ワイン生産地域（2001年、文化遺産） - ドウロ川に広がるブドウの段々畑
- 「モロッコ・海と山と」アイット=ベン=ハドゥの集落（1987年、文化遺産）
- 「モロッコ・海と山と」エッサウィラ（2001年、文化遺産）
- 「ブルガリア」古代都市ネセバル（1983年、文化遺産） - アリトゥルゲトゥス教会
- 「ドゥブロブニク」ドゥブロブニク旧市街（1979年、文化遺産） - ドゥブロブニク
- 「沖縄」琉球王国のグスク及び関連遺産群（2000年、文化遺産） - 今帰仁城跡
- 「チリ」バルパライソの海港都市とその歴史的な町並み （2003年、文化遺産）
- 「ウルグアイ」コロニア・デル・サクラメントの歴史的町並み （1995年、文化遺産） - 溜め息通り
- 「ベルギー」ブルッヘ歴史地区（2000年、文化遺産）
- 「バリ島」バリ州の文化的景観（2012年、文化遺産） - ジャティルイの棚田
- 「ベトナム・ハノイ」ハロン湾（1994年、自然遺産）

## 放映リスト
初回放送日は一部の例外を除き、（2023年11月まで）BSプレミアムでの放送日。この他にも同内容の再放送や、他のチャンネルでの再放送が数回行われることが通例となっている。

### 本編シリーズ
（2012年8月・2013年1月は「BSプレミアム特集」として、2023年4月 - 2025年2月は「4Kスペシャル」として放送）
| タイトル                                                                | 初回放送日                                                             | 語り                       |
| ----------------------------------------------------------------------- | ---------------------------------------------------------------------- | -------------------------- |
| 「イスタンブール」                                                      | 2012年8月6日 22:00 - 23:00                                             | 塚本高史                   |
| 「エーゲ海の島々」                                                      | 2012年8月7日 22:00 - 23:00                                             | 相武紗季                   |
| 「ソレントとカプリ島」                                                  | 2012年8月8日 22:00 - 23:00                                             | 平岡祐太                   |
| 「総集編〜地中海のネコ〜」                                              | 2013年1月5日 19:00 - 20:00                                             | 塚本高史 相武紗季 平岡祐太 |
| 「キューバ・ハバナ」                                                    | 2013年3月9日 22:00 - 23:00                                             | 相武紗季                   |
| 「フロリダ・キーウエスト」                                              | 2013年4月10日 22:00 - 23:00                                            | 塚本高史                   |
| 「モロッコ・マラケシュ」                                                | 2013年5月1日 21:00 - 22:00                                             | 相武紗季                   |
| 「台湾」                                                                | 2013年5月25日 22:00 - 23:00                                            | 塚本高史                   |
| 「ポルトガル」                                                          | 2013年6月5日 22:00 - 23:00                                             | 塚本高史                   |
| 「スペシャル」（90分） ゲスト：坂崎幸之助・大貫妙子・谷山浩子・坂本美雨 | 2013年6月22日 19:30 - 21:00                                            | 塚本高史                   |
| 「瀬戸内海」                                                            | 2013年7月27日 22:00 - 23:00                                            | 塚本高史                   |
| 「アンダルシア」                                                        | 2013年8月23日 22:00 - 23:00                                            | 麻生久美子                 |
| 「モロッコ・海と山と」                                                  | 2013年9月7日 22:00 - 23:00                                             | 塚本高史                   |
| 「ブルガリア」                                                          | 2013年10月14日 20:00 - 21:00                                           | 相武紗季                   |
| 「ドゥブロブニク」                                                      | 2013年11月16日 21:00 - 22:00                                           | 麻生久美子                 |
| 「シチリア」                                                            | 2013年12月26日 22:00 - 23:00                                           | 相武紗季                   |
| 「田園の南仏」                                                          | 2014年1月4日 22:00 - 23:00                                             | 塚本高史                   |
| 「沖縄」                                                                | 2014年2月20日 22:00 - 23:00                                            | 塚本高史                   |
| 「ハワイ」                                                              | 2014年4月30日 22:00 - 23:00                                            | 塚本高史                   |
| 「チリ」                                                                | 2014年5月16日 22:00 - 23:00                                            | 相武紗季                   |
| 「ウルグアイ」                                                          | 2014年6月4日 22:00 - 23:00                                             | 塚本高史                   |
| 「山口」                                                                | 2014年7月9日 22:00 - 23:00                                             | 塚本高史                   |
| 「ノルウェー」                                                          | 2014年8月20日 22:00 - 23:00                                            | 相武紗季                   |
| 「津軽の四季〜春夏特別編〜」                                            | 2014年9月3日 22:00 - 23:00                                             | 蓮井梨花                   |
| 「ベルギー」                                                            | 2014年10月24日 22:00 - 23:00                                           | 塚本高史                   |
| 「スコットランド」                                                      | 2014年11月26日 22:00 - 23:00                                           | 塚本高史                   |
| 「パリ」                                                                | 2014年12月24日 21:00 - 22:00                                           | 相武紗季                   |
| 「マレーシア」                                                          | 2015年1月17日 21:00 - 22:00                                            | 相武紗季                   |
| 「津軽の四季〜秋冬特別編〜」                                            | 2015年2月7日 21:00 - 22:00                                             | 齊藤茂一                   |
| 「タイ・チェンマイ」                                                    | 2015年3月11日 22:00 - 23:00                                            | 塚本高史                   |
| スペシャル「津軽の四季 前編」                                           | 2015年4月29日 21:00 - 22:00                                            | 宮﨑あおい                 |
| スペシャル「津軽の四季 後編」                                           | 2015年5月7日 21:00 - 22:00                                             | 宮﨑あおい                 |
| 「ニューオーリンズ」                                                    | 2015年6月27日 22:00 - 23:00                                            | 相武紗季                   |
| 「スペイン・マドリード」                                                | 2015年7月31日 21:00 - 22:00                                            | 相武紗季                   |
| 「チャールストン」                                                      | 2015年8月26日 21:00 - 22:00                                            | 塚本高史                   |
| 「マルタ」                                                              | 2015年9月18日 21:00 - 22:00                                            | 塚本高史                   |
| 「オーストラリア・ケアンズ」                                            | 2015年10月24日 21:00 - 22:00                                           | 相武紗季                   |
| 「ルーマニア」                                                          | 2015年11月3日 21:00 - 22:00                                            | 相武紗季                   |
| 「メルボルン」                                                          | 2015年12月12日 22:00 - 23:00                                           | 山田孝之                   |
| 「プラハ」                                                              | 2016年1月30日 20:00 - 21:00                                            | 塚本高史                   |
| 「バリ島」                                                              | 2016年2月19日 21:00 - 22:00                                            | 相武紗季                   |
| 「ベトナム・ハノイ」                                                    | 2016年3月2日 22:00 - 23:00                                             | 塚本高史                   |
| 「ペルー」                                                              | 2016年4月16日 19:00 - 20:00                                            | 山田孝之                   |
| 「クロアチア」                                                          | 2016年5月26日 22:00 - 23:00                                            | 相武紗季                   |
| 「ラトビア」                                                            | 2016年6月24日 22:00 - 23:00                                            | 塚本高史                   |
| 「リオデジャネイロ」                                                    | 2016年7月20日 22:00 - 23:00                                            | 相武紗季                   |
| 「アムステルダム」                                                      | 2016年8月17日 22:00 - 23:00                                            | 塚本高史                   |
| 「ニューヨーク」                                                        | 2016年9月28日 21:00 - 22:00                                            | 塚本高史                   |
| 「イングランド」                                                        | 2016年10月10日 21:00 - 22:00                                           | 相武紗季                   |
| 「スリランカ」                                                          | 2016年11月19日 22:00 - 23:00                                           | 塚本高史                   |
| 「チェコ」                                                              | 2016年12月24日 21:00 - 22:00                                           | 相武紗季                   |
| 「シンガポール」                                                        | 2017年1月20日 21:00 - 22:00                                            | 塚本高史                   |
| 「京都の四季 プロローグ」 ゲスト：本上まなみ                            | 2017年3月4日 22:00 - 23:00                                             | 本上まなみ                 |
| 「香港」                                                                | 2017年4月7日 22:00 - 23:00                                             | 相武紗季                   |
| スペシャル「京都の四季」（90分）                                        | 2017年5月5日 22:00 - 23:30                                             | 宮崎あおい                 |
| 「クレタ島」                                                            | 2017年6月2日 22:00 - 23:00                                             | 塚本高史                   |
| 「モルドバ」                                                            | 2017年7月7日 22:00 - 23:00                                             | 塚本高史                   |
| 「チンクエテッレ」                                                      | 2017年8月4日 22:00 - 23:00                                             | 相武紗季                   |
| 「サンフランシスコ」                                                    | 2017年9月1日 22:00 - 23:00                                             | 塚本高史                   |
| 「ボスニア・ヘルツェゴビナ」                                            | 2017年10月6日 22:00 - 23:00                                            | 山田孝之                   |
| 「プリンスエドワード島」                                                | 2017年11月3日 22:00 - 23:00                                            | 宮崎あおい                 |
| 「アラブ首長国連邦」                                                    | 2017年12月1日 22:00 - 23:00                                            | 塚本高史                   |
| 「京都 神社のツキ」                                                     | 2017年12月8日 22:00 - 23:00                                            | 宮崎あおい 森田成一        |
| 「京都 美山の義経」                                                     | 2017年12月15日 22:00 - 23:00                                           | 宮崎あおい 森田成一        |
| 「ザンジバル」                                                          | 2018年1月5日 22:00 - 23:00                                             | 相武紗季                   |
| 「ブータン」                                                            | 2018年2月2日 22:00 - 23:00                                             | 山田孝之                   |
| 「アメリカを撮る」                                                      | 2018年3月2日 22:00 - 23:00                                             | 塚本高史                   |
| 「能登」                                                                | 2018年4月6日 22:00 - 23:00                                             | 宮崎あおい                 |
| 「カンボジア」                                                          | 2018年5月4日 22:00 - 23:00                                             | 塚本高史                   |
| 「フィジー」                                                            | 2018年6月1日 22:00 - 23:00                                             | 相武紗季                   |
| 「キプロス」                                                            | 2018年7月6日 22:00 - 23:00                                             | 宮崎あおい                 |
| 「スイス」                                                              | 2018年8月3日 22:00 - 23:00                                             | 相武紗季                   |
| 「アイルランド」                                                        | 2018年9月7日 22:00 - 23:00                                             | 塚本高史                   |
| 「アイスランド」                                                        | 2018年10月5日 22:00 - 23:00                                            | 相武紗季                   |
| 「イタリア・トスカーナ」                                                | 2018年11月2日 22:00 - 23:00                                            | 塚本高史                   |
| 「スペイン・バスク」                                                    | 2018年12月7日 22:00 - 23:00                                            | 相武紗季                   |
| 「メキシコ」                                                            | 2019年1月11日 22:00 - 23:00                                            | 塚本高史                   |
| 「コスタリカ」                                                          | 2019年2月1日 22:00 - 23:00                                             | 山田孝之                   |
| 「ジャマイカ」                                                          | 2019年3月1日 22:00 - 23:00                                             | 相武紗季                   |
| 「沖縄 久高島」                                                         | 2019年4月5日 22:00 - 23:00                                             | 宮崎あおい                 |
| 「ニュージーランド」                                                    | 2019年5月3日 22:00 - 23:00                                             | 相武紗季                   |
| 「ミャンマー」                                                          | 2019年6月7日 22:00 - 23:00                                             | 塚本高史                   |
| 「フランス・ブルゴーニュ」                                              | 2019年7月5日 22:00 - 23:00                                             | 相武紗季                   |
| 「アメリカ・シアトル」                                                  | 2019年8月9日 22:00 - 23:00                                             | 山田孝之                   |
| 「カナダ・ビクトリア」                                                  | 2019年9月6日 22:00 - 23:00                                             | 相武紗季                   |
| 「ドイツ・ロマンチック街道」                                            | 2019年10月4日 22:00 - 23:00                                            | 塚本高史                   |
| 「モンゴル」                                                            | 2019年11月1日 22:00 - 23:00                                            | 檀れい                     |
| 「鎌倉」                                                                | 2019年12月6日 22:00 - 23:00                                            | 相武紗季                   |
| 「アテネ」                                                              | 2020年1月10日 22:00 - 23:00                                            | 山田孝之                   |
| 「ローマ」                                                              | 2020年2月7日 22:00 - 23:00                                             | 塚本高史                   |
| 「シドニー」                                                            | 2020年3月6日 22:00 - 23:00                                             | 宮崎あおい                 |
| 「バルセロナ」                                                          | 2020年4月7日 22:00 - 23:00                                             | 檀れい                     |
| 「ロサンゼルス」                                                        | 2020年6月9日 22:00 - 23:00                                             | 塚本高史                   |
| 「富士・静岡」                                                          | 2020年7月28日 22:00 - 23:00                                            | 檀れい                     |
| 「会津・福島」                                                          | 2020年9月29日 22:00 - 23:00                                            | 宮崎あおい                 |
| 「房総・千葉」                                                          | 2020年10月27日 22:00 - 23:00                                           | 山田孝之                   |
| 「三浦半島」                                                            | 2020年11月24日 22:00 - 23:00                                           | 塚本高史                   |
| 「川越・秩父」                                                          | 2020年12月8日 22:00 - 23:00                                            | 前田敦子                   |
| 「讃岐・香川」                                                          | 2021年1月5日 22:00 - 23:00                                             | 宮崎あおい                 |
| 「安芸・広島」                                                          | 2021年2月2日 22:00 - 23:00                                             | 柴咲コウ                   |
| 「日光・那須・塩原」                                                    | 2021年4月13日 22:00 - 23:00                                            | 山田孝之                   |
| 「四万十・土佐清水」                                                    | 2021年5月4日 22:00 - 23:00                                             | 檀れい                     |
| 「福岡〜玄界灘・響灘〜」                                                | 2021年6月8日 22:00 - 23:00                                             | 中村獅童                   |
| 「東京 下町の匂いの中で」                                               | 2021年6月15日 22:00 - 23:00                                            | 塚本高史 前田敦子          |
| 「東京新宿 ふれあう街で」                                               | 2021年6月22日 22:00 - 23:00                                            | 塚本高史 前田敦子          |
| 「岩手」                                                                | 2021年7月6日 22:00 - 23:00                                             | 福士蒼汰                   |
| 「東京・多摩」                                                          | 2021年8月10日 22:00 - 23:00                                            | 小林薫                     |
| 「伝統の暮らしとニャン〜ヨーロッパ〜」                                  | 2021年8月17日 22:00 - 23:00                                            | 前田敦子                   |
| 「函館」                                                                | 2021年9月7日 22:00 - 23:00                                             | 前田敦子                   |
| 「軽井沢」                                                              | 2021年9月28日 22:00 - 23:00                                            | 宮崎あおい                 |
| 「和歌山」                                                              | 2021年10月5日 22:00 - 23:00                                            | 塚本高史                   |
| 「光と色彩とニャン 〜ラテンアメリカ〜」                                 | 2021年10月26日 22:00 - 23:00                                           | 塚本高史                   |
| 「富山」                                                                | 2021年11月2日 22:00 - 23:00                                            | 立川志の輔                 |
| 「山形」                                                                | 2021年12月7日 22:00 - 23:00                                            | かしゆか （Perfume）       |
| 「長崎」                                                                | 2022年1月4日 22:00 - 23:00                                             | 福士蒼汰                   |
| 「松山・宇和島」                                                        | 2022年1月11日 22:00 - 23:00                                            | 前田敦子                   |
| 「鹿児島」                                                              | 2022年2月1日 22:00 - 23:00                                             | 宮崎あおい                 |
| 「神戸」                                                                | 2022年2月22日 22:00 - 23:00                                            | 水原希子                   |
| 「北米西海岸」                                                          | 2022年3月8日 22:00 - 23:00                                             | 山田孝之                   |
| 「愛知」                                                                | 2022年3月22日 22:00 - 23:00                                            | 塚本高史                   |
| 「奈良」                                                                | 2022年4月7日 20:00 - 21:00                                             | 小林薫                     |
| 「箱根・小田原」                                                        | 2022年5月19日 20:00 - 21:00                                            | かしゆか （Perfume）       |
| 「茨城」                                                                | 2022年6月9日 20:00 - 21:00                                             | 上白石萌音                 |
| 「新潟」                                                                | 2022年7月7日 20:00 - 21:00                                             | 宮崎あおい                 |
| 「北海道〜富良野〜」                                                    | 2022年8月4日 20:00 - 21:00                                             | 塚本高史                   |
| 「釧路 十勝」                                                           | 2022年9月15日 20:00 - 21:00                                            | 塚本高史                   |
| 「大阪」                                                                | 2022年10月20日 20:00 - 21:00                                           | 中村鴈治郎                 |
| 「宮城」                                                                | 2022年11月3日 20:00 - 21:00                                            | 倉科カナ                   |
| 「島根」                                                                | 2022年12月1日 20:00 - 21:00                                            | 塚本高史                   |
| 「三重」（90分）                                                        | 2023年1月7日 19:30 - 21:00                                             | 相武紗季                   |
| 「天草・熊本」                                                          | 2023年2月2日 20:00 - 21:00                                             | 塚本高史                   |
| 「徳島」                                                                | 2023年2月23日 20:00 - 21:00                                            | 宮崎あおい                 |
| 「宮崎」                                                                | 2023年3月2日 20:00 - 21:00                                             | かしゆか （Perfume）       |
| 「滋賀」                                                                | 2023年3月23日 20:00 - 21:00                                            | 相武紗季                   |
| 「岡山」                                                                | 2023年4月27日 19:30 - 21:00                                            | 塚本高史                   |
| 「山梨」                                                                | 2023年5月25日 19:30 - 21:00                                            | 福地桃子                   |
| 「大分」                                                                | 2023年6月29日 19:30 - 21:00                                            | 小林薫                     |
| 「福井」                                                                | 2023年7月27日 19:30 - 21:00                                            | 塚本高史                   |
| 「鳥取」                                                                | 2023年8月31日 19:30 - 21:00                                            | 福地桃子                   |
| 「岐阜」                                                                | 2023年9月28日 19:30 - 21:00                                            | 山田孝之                   |
| 「秋田」                                                                | 2023年10月26日 19:30 - 21:00                                           | かしゆか （Perfume）       |
| 「佐賀」                                                                | 2023年11月30日 19:30 - 21:00                                           | トリンドル玲奈             |
| 「スペイン・グラナダ」                                                  | 2023年12月21日 19:30 - 21:00（P4K） 2023年12月28日 19:30 - 21:00（BS） | 塚本高史                   |
| 「京都」                                                                | 2024年1月18日 19:30 - 21:00（P4K） 2024年1月25日 19:30 - 21:00（BS）   | 宮崎あおい                 |
| 「群馬」                                                                | 2024年2月22日 19:30 - 21:00（P4K） 2024年2月29日 19:30 - 21:00（BS）   | 町田啓太                   |
| 「パラオ」                                                              | 2024年3月21日 19:30 - 21:00（P4K） 2024年3月28日 19:30 - 21:00（BS）   | 満島真之介                 |
| 「アルゼンチン」                                                        | 2024年4月13日 19:30 - 21:00（P4K） 2024年5月25日 18:00 - 19:30（BS）   | 栗山千明                   |
| 「萩・山口」                                                            | 2024年6月8日 21:00 - 22:30（P4K） 2024年12月4日 17:30 - 19:00（BS）    | 山田孝之                   |
| 「ノルマンディー」                                                      | 2024年7月13日 19:30 - 21:00（P4K） 2024年8月10日 15:30 - 17:00（BS）   | 小雪                       |
| 「三八上北〜青森〜」                                                    | 2024年9月21日 19:30 - 21:00（P4K） 2025年2月19日 17:30 - 19:00（BS）   | 山田孝之                   |
| 「ソウル 韓国」                                                         | 2024年10月19日 19:30 - 21:00（P4K） 2025年6月25日 18:30 - 20:00（BS）  | 満島真之介                 |
| 「桃とぶどうと高原と〜山梨〜」                                          | 2024年10月26日 19:30 - 21:00（P4K） 2025年7月4日 19:30 - 21:00（BS）   | 福地桃子                   |
| 「佐渡」                                                                | 2024年12月14日 18:00 - 19:30（P4K） 2025年1月11日 17:40 - 19:10（BS）  | 小林薫                     |
| 「いい住みかだね〜東京〜」                                              | 2025年1月18日 18:30 - 20:00（P4K） 2025年3月1日 18:00 - 19:30（BS）    | 塚本高史                   |
| 「モンテネグロ」                                                        | 2025年2月22日 18:00 - 19:30（P4K）                                     | 上白石萌歌                 |
| 「熱海」                                                                | 2025年3月24日 0:00 - 1:00（8K）                                        | トリンドル玲奈             |

### ショートカット版

#### 2013〜2020年
（本編を前編と後編に分割）
| オリジナル                                   | オリジナル | タイトル                                                 | 初回放送日                   | 語り       |
| -------------------------------------------- | ---------- | -------------------------------------------------------- | ---------------------------- | ---------- |
| 「イスタンブール」                           | 前編       | イスタンブール 街全体がネコの家                          | 2013年3月1日 23:15 - 23:45   | 塚本高史   |
| 「イスタンブール」                           | 後編       | イスタンブール 恋の劇場                                  | 2013年3月12日 22:30 - 23:00  | 塚本高史   |
| 「エーゲ海の島々」                           | 前編       | エーゲ海の島々 ジャンプ!                                 | 2013年3月26日 23:15 - 23:45  | 相武紗季   |
| 「エーゲ海の島々」                           | 後編       | エーゲ海の島々 ネコのレストラン                          | 2013年4月1日 19:30 - 20:00   | 相武紗季   |
| 「ソレントとカプリ島」                       | 前編       | イタリア ソレント                                        | 2013年4月8日 19:30 - 20:00   | 平岡祐太   |
| 「ソレントとカプリ島」                       | 後編       | イタリア カプリ島                                        | 2013年4月15日 19:30 - 20:00  | 平岡祐太   |
| 「キューバ・ハバナ」                         | 前編       | キューバ 子ネコに会いたい                                | 2013年4月22日 19:30 - 20:00  | 相武紗季   |
| 「キューバ・ハバナ」                         | 後編       | キューバ ママはどこ?                                     | 2013年4月29日 19:30 - 20:00  | 相武紗季   |
| 「フロリダ・キーウエスト」                   | 前編       | ヘミングウェイとニャン                                   | 2013年5月13日 19:30 - 20:00  | 塚本高史   |
| 「フロリダ・キーウエスト」                   | 後編       | キーウェスト 街を守るネコ                                | 2013年5月20日 19:30 - 20:00  | 塚本高史   |
| 「モロッコ・マラケシュ」                     | 前編       | モロッコ マラケシュ ネコ家族                             | 2013年6月1日 19:30 - 20:00   | 相武紗季   |
| 「モロッコ・マラケシュ」                     | 後編       | マラケシュ スークの路地の人気者                          | 2013年6月8日 19:30 - 20:00   | 相武紗季   |
| 「台湾」                                     | 前編       | 台湾 出会いは階段で                                      | 2013年6月15日 19:30 - 20:00  | 塚本高史   |
| 「台湾」                                     | 後編       | 台湾 店を守るネコたち                                    | 2013年7月9日 23:15 - 23:45   | 塚本高史   |
| 「ポルトガル」                               | 前編       | ポルトガル ワイン農園のニャン                            | 2013年7月14日 7:00 - 7:30    | 塚本高史   |
| 「ポルトガル」                               | 後編       | 古都ポルトのツーショット                                 | 2013年7月21日 7:00 - 7:30    | 塚本高史   |
| 「スペシャル」                               | -          | 坂本美雨とともに＠瀬戸内海                               | 2013年9月22日 19:00 - 19:30  | -          |
| 「瀬戸内海」                                 | 前編       | 瀬戸内海 島のネコ軍団                                    | 2013年8月18日 7:00 - 7:30    | 塚本高史   |
| 「瀬戸内海」                                 | 後編       | 瀬戸内海 ひとり旅?                                       | 2013年9月23日 22:30 - 23:00  | 塚本高史   |
| 「アンダルシア」                             | 前編       | アンダルシア 畑でニャン                                  | 2013年9月14日 19:30 - 20:00  | 麻生久美子 |
| 「アンダルシア」                             | 後編       | アンダルシア 屋根の家族                                  | 2014年1月11日 22:30 - 23:00  | 麻生久美子 |
| 「モロッコ・海と山と」                       | 前編       | モロッコ 砦（とりで）のニャン                            | 2013年11月4日 17:30 - 18:00  | 塚本高史   |
| 「モロッコ・海と山と」                       | 後編       | モロッコ 青いシャウエン                                  | 2013年12月29日 21:30 - 22:00 | 塚本高史   |
| 「ブルガリア」                               | 前編       | ブルガリア ロドピ山脈の牧場                              | 2014年1月18日 22:30 - 23:00  | 相武紗季   |
| 「ブルガリア」                               | 後編       | ブルガリア 王様シメオン                                  | 2014年1月24日 22:30 - 23:00  | 相武紗季   |
| 「ドゥブロブニク」                           | 前編       | ドゥブロブニクとシパン島                                 | 2014年1月31日 19:30 - 20:00  | 麻生久美子 |
| 「ドゥブロブニク」                           | 後編       | クロアチアの昼下がりのニャン                             | 2014年3月7日 12:00 - 12:29   | 麻生久美子 |
| 「シチリア」                                 | 前編       | シチリアのニャン                                         | 2014年3月21日 12:00 - 12:29  | 相武紗季   |
| 「シチリア」                                 | 後編       | コルレオーネのドメニコ                                   | 2014年3月28日 12:00 - 12:29  | 相武紗季   |
| 「田園の南仏」                               | 前編       | 南仏 顔の大きなネコ                                      | 2014年3月7日 12:29 - 13:00   | 塚本高史   |
| 「田園の南仏」                               | 後編       | 南仏 青いネコ                                            | 2014年3月14日 12:00 - 12:30  | 塚本高史   |
| 「沖縄」                                     | 前編       | 沖縄の子ネコたち                                         | 2014年3月21日 12:29 - 12:59  | 塚本高史   |
| 「沖縄」                                     | 後編       | 沖縄 ネコと石垣                                          | 2014年3月28日 12:29 - 13:00  | 塚本高史   |
| 「ハワイ」                                   | 前編       | ハワイ 楽園のニャン                                      | 2014年7月1日 19:30 - 20:00   | 塚本高史   |
| 「ハワイ」                                   | 後編       | ハワイ島の大自然                                         | 2014年7月21日 16:30 - 17:00  | 塚本高史   |
| 「チリ」                                     | 前編       | チリ 空飛ぶネコ                                          | 2014年8月1日 15:30 - 16:00   | 相武紗季   |
| 「チリ」                                     | 後編       | アンデス山脈のニャン                                     | 2014年9月25日 18:30 - 19:00  | 相武紗季   |
| 「ウルグアイ」                               | 前編       | 南半球の秋                                               | 2014年10月3日 12:00 - 12:30  | 塚本高史   |
| 「ウルグアイ」                               | 後編       | ウルグアイ ニャン・ブー・モー                            | 2014年10月4日 20:30 - 21:00  | 塚本高史   |
| 「山口」                                     | 前編       | 山口 フグを守る                                          | 2014年10月28日 23:15 - 23:45 | 塚本高史   |
| 「山口」                                     | 後編       | 山口 石庭のいいおとこ!                                   | 2014年12月28日 20:30 - 21:00 | 塚本高史   |
| 「ノルウェー」                               | 前編       | ノルウェーの森でニャン                                   | 2014年12月2日 22:30 - 23:00  | 相武紗季   |
| 「ノルウェー」                               | 後編       | ノルウェー 白夜のニャン                                  | 2015年1月13日 17:30 - 18:00  | 相武紗季   |
| 「ベルギー」                                 | 前編       | ベルギー 運河のニャン                                    | 2015年1月11日 16:30 - 17:00  | 塚本高史   |
| 「ベルギー」                                 | 後編       | ベルギー 修道院のニャン                                  | 2015年1月15日 18:30 - 19:00  | 塚本高史   |
| 「スコットランド」                           | 前編       | スコットランド 庭園のニャン                              | 2015年2月20日 15:00 - 15:30  | 塚本高史   |
| 「スコットランド」                           | 後編       | スコットランド 伝統の中で ニャン                         | 2015年2月28日 15:00 - 15:30  | 塚本高史   |
| 「パリ」                                     | 前編       | パリ 花と食と芸術と                                      | 2015年2月18日 17:00 - 17:30  | 相武紗季   |
| 「パリ」                                     | 後編       | パリ 粋な街 粋なニャン                                   | 2015年2月24日 22:30 - 23:00  | 相武紗季   |
| 「マレーシア」                               | 前編       | マレーシア 海そして夕日のニャン                          | 2015年3月2日 19:00 - 19:30   | 相武紗季   |
| 「マレーシア」                               | 後編       | ボルネオのニャン マレーシア                              | 2015年3月9日 19:00 - 19:30   | 相武紗季   |
| 「タイ・チェンマイ」                         | 前編       | タイ お寺のニャン                                        | 2015年3月18日 22:30 - 22:00  | 塚本高史   |
| 「タイ・チェンマイ」                         | 後編       | タイ ゾウと暮すニャン                                    | 2015年3月31日 22:30 - 23:00  | 塚本高史   |
| スペシャル（45分） 「津軽の四季 前編・後編」 | -          | 津軽の四季 りんご農園のネコ家族                          | 2016年8月1日 22:15 - 23:00   | 宮﨑あおい |
| 「ニューオーリンズ」                         | 前編       | ジャズが流れて ニャンがいて〜ニューオーリンズ            | 2015年8月10日 19:00 - 19:30  | 相武紗季   |
| 「ニューオーリンズ」                         | 後編       | ちょっと気まぐれ酒場のニャン〜ニューオーリンズ〜         | 2015年9月7日 22:30 - 23:00   | 相武紗季   |
| 「スペイン・マドリード」                     | 前編       | ニャンはシエスタがお好き〜スペイン・マドリード〜         | 2015年8月25日 22:30 - 23:00  | 相武紗季   |
| 「スペイン・マドリード」                     | 後編       | 満月のニャン〜スペイン・マドリード〜                     | 2015年9月22日 22:30 - 23:00  | 相武紗季   |
| 「チャールストン」                           | 前編       | アメリカ 歴史ある街で ニャン〜チャールストン〜           | 2015年11月21日 22:30 - 23:00 | 塚本高史   |
| 「チャールストン」                           | 後編       | アメリカ プランテーションのニャン〜チャールストン〜      | 2015年11月28日 22:30 - 23:00 | 塚本高史   |
| 「マルタ」                                   | 前編       | 地中海 ニャンの島〜マルタ〜                              | 2015年12月29日 4:29 - 4:58   | 塚本高史   |
| 「マルタ」                                   | 後編       | 海と城塞 ゆったりニャン〜地中海 マルタ〜                 | 2016年1月23日 15:30 - 16:00  | 塚本高史   |
| 「オーストラリア・ケアンズ」                 | 前編       | グレートバリアリーフのニャン〜オーストラリア・ケアンズ〜 | 2016年1月19日 22:30 - 23:00  | 相武紗季   |
| 「オーストラリア・ケアンズ」                 | 後編       | 「木陰大好き 大地のニャン〜オーストラリア北東部〜」      | 2016年2月2日 22:30 - 23:00   | 相武紗季   |
| 「ルーマニア」                               | 前編       | ドラキュラ 教会 そしてニャン〜ルーマニア〜               | 2016年3月12日 19:00 - 19:30  | 相武紗季   |
| 「ルーマニア」                               | 後編       | みんな仲よし 農場のニャン〜ルーマニア〜                  | 2016年3月21日 11:25 - 11:55  | 相武紗季   |
| 「メルボルン」                               | 前編       | ワイナリー 22歳のニャン〜オーストラリア・メルボルン      | 2016年2月11日 19:00 - 19:30  | 山田孝之   |
| 「メルボルン」                               | 後編       | 映画館の名物ニャン〜メルボルン〜                         | 2016年2月16日 19:00 - 19:30  | 山田孝之   |
| 「プラハ」                                   | 前編       | プラハ ボスは黒ネコ                                      | 2016年2月28日 12:45 - 13:15  | 塚本高史   |
| 「プラハ」                                   | 後編       | プラハ 子ネコの季節                                      | 2016年3月5日 19:00 - 19:30   | 塚本高史   |
| 「バリ島」                                   | 前編       | バリ島 祈る暮らしの中でニャン                            | 2016年3月19日 19:00 - 19:30  | 相武紗季   |
| 「バリ島」                                   | 後編       | 海と棚田のニャン〜バリ島〜                               | 2016年3月26日 15:30 - 16:00  | 相武紗季   |
| 「ベトナム・ハノイ」                         | 前編       | ハノイ 旧市街の白ネコ                                    | 2016年3月22日 19:00 - 19:30  | 塚本高史   |
| 「ベトナム・ハノイ」                         | 後編       | ハロン湾の子ネコ〜ベトナム〜                             | 2016年3月27日 10:00 - 10:30  | 塚本高史   |
| 「ペルー」                                   | 前編       | ティティカカ湖のニャン〜ペルー〜                         | 2016年8月8日 10:30 - 11:00   | 山田孝之   |
| 「ペルー」                                   | 後編       | 聖なる谷のニャン〜ペル―〜                                | 2016年9月19日 20:00 - 20:30  | 山田孝之   |
| 「クロアチア」                               | 前編       | アドリア海 恋するニャン〜クロアチア〜                    | 2016年8月12日 19:00 - 19:30  | 相武紗季   |
| 「クロアチア」                               | 後編       | 少女と滝と壁にニャン〜クロアチア〜                       | 2017年1月15日 16:00 - 16:30  | 相武紗季   |
| 「ラトビア」                                 | 前編       | ラトビア 遅い春                                          | 2016年11月12日 22:30 - 23:00 | 塚本高史   |
| 「ラトビア」                                 | 後編       | バルト海のニャン〜ラトビア〜                             | 2017年1月28日 17:30 - 18:00  | 塚本高史   |
| 「リオデジャネイロ」                         | 前編       | ビーチの王様〜リオデジャネイロ〜                         | 2016年12月10日 18:00 - 18:30 | 相武紗季   |
| 「リオデジャネイロ」                         | 後編       | コーヒーと港と音楽と〜ブラジル〜                         | 2017年2月21日 19:00 - 19:30  | 相武紗季   |
| 「アムステルダム」                           | 前編       | ニャンは運河をパトロール〜アムステルダム〜               | 2016年12月28日 19:00 - 19:30 | 塚本高史   |
| 「アムステルダム」                           | 後編       | 風車と木靴と中庭の光〜オランダ アムステルダム〜          | 2017年2月22日 19:00 - 19:30  | 塚本高史   |
| 「ニューヨーク」                             | 前編       | ブルックリンのニャン〜ニューヨーク〜                     | 2017年1月7日 17:30 - 18:00   | 塚本高史   |
| 「ニューヨーク」                             | 後編       | マンハッタンのニャン〜ニューヨーク〜                     | 2017年2月28日 19:00 - 19:30  | 塚本高史   |
| 「イングランド」                             | 前編       | コッツウォルズのニャン〜イングランド〜                   | 2017年2月4日 22:30 - 23:00   | 相武紗季   |
| 「イングランド」                             | 後編       | 野性の顔と癒やしの顔〜イングランド〜                     | 2017年3月5日 17:00 - 17:30   | 相武紗季   |
| 「スリランカ」                               | 前編       | 紅茶大好き〜スリランカ〜                                 | 2017年2月11日 22:30 - 23:00  | 塚本高史   |
| 「スリランカ」                               | 後編       | インド洋のニャン〜スリランカ〜                           | 2017年3月11日 22:30 - 23:00  | 塚本高史   |
| 「チェコ」                                   | 前編       | 世界遺産の街のニャン〜チェコ〜                           | 2017年3月18日 22:30 - 23:00  | 相武紗季   |
| 「チェコ」                                   | 後編       | 川辺の三毛〜チェコ〜                                     | 2017年3月27日 18:30 - 19:00  | 相武紗季   |
| 「シンガポール」                             | 前編       | 小さな島の大きなニャン〜シンガポール〜                   | 2017年3月21日 19:00 - 19:30  | 塚本高史   |
| 「シンガポール」                             | 後編       | さまざまな文化それぞれのニャン〜シンガポール〜           | 2017年3月31日 15:00 - 15:30  | 塚本高史   |
| 「香港」                                     | 前編       | 香港 岩場のニャン                                        | 2017年7月22日 21:30 - 22:00  | 相武紗季   |
| 「香港」                                     | 後編       | 香港 ニャンはマイペース                                  | 2017年8月26日 16:30 - 17:00  | 相武紗季   |
| 「クレタ島」                                 | 前編       | 歴史の島のニャン〜クレタ島〜                             | 2017年8月29日 19:30 - 19:30  | 塚本高史   |
| 「クレタ島」                                 | 後編       | クレタ島 恋の季節                                        | 2017年10月14日 22:30 - 23:00 | 塚本高史   |
| 「モルドバ」                                 | 前編       | モルドバの空とニャン                                     | 2017年11月1日 16:30 - 17:00  | 塚本高史   |
| 「モルドバ」                                 | 後編       | ニャンもゆったりシンプルライフ〜モルドバ〜               | 2017年12月23日 23:00 - 23:30 | 塚本高史   |
| 「チンクエテッレ」                           | 前編       | ドンに一目ぼれ〜チンクエテッレ〜                         | 2017年11月11日 22:30 - 23:00 | 相武紗季   |
| 「チンクエテッレ」                           | 後編       | ニャンは屋根の上が好き〜チンクエテッレ〜                 | 2017年12月14日 18:00 - 18:30 | 相武紗季   |
| 「サンフランシスコ」                         | 前編       | ケーブルカーと窓辺のニャン〜サンフランシスコ〜           | 2018年1月7日 19:00 - 19:30   | 塚本高史   |
| 「サンフランシスコ」                         | 後編       | 坂道 青空 海辺のニャン〜サンフランシスコ〜               | 2018年1月27日 22:30 - 23:00  | 塚本高史   |
| 「ボスニア・ヘルツェゴビナ」                 | 前編       | 山あいの村 おとぎの国〜ボスニア・ヘルツェゴビナ〜        | 2018年1月10日 22:30 - 23:00  | 山田孝之   |
| 「ボスニア・ヘルツェゴビナ」                 | 後編       | 平和が戻って ニャンがいて〜ボスニア・ヘルツェゴビナ〜    | 2018年1月31日 22:30 - 23:00  | 山田孝之   |
| 「プリンスエドワード島」                     | 前編       | カナダ 赤毛のアンの島〜プリンスエドワード島〜            | 2018年2月3日 22:30 - 23:00   | 宮崎あおい |
| 「プリンスエドワード島」                     | 後編       | 灯台 船 港のニャン〜カナダ プリンスエドワード島〜        | 2018年2月28日 23:00 - 23:30  | 宮崎あおい |
| 「アラブ首長国連邦」                         | 前編       | 砂漠のニャン〜アラブ首長国連邦〜                         | 2018年3月10日 15:30 - 16:00  | 塚本高史   |
| 「アラブ首長国連邦」                         | 後編       | ドバイのニャン〜アラブ首長国連邦〜                       | 2018年3月15日 18:00 - 18:30  | 塚本高史   |
| 「ザンジバル」                               | 前編       | スパイスの島の子ネコたち〜タンザニア ザンジバル〜        | 2018年3月3日 15:00 - 15:30   | 相武紗季   |
| 「ザンジバル」                               | 後編       | 海辺の大冒険〜タンザニア ザンジバル〜                    | 2018年3月13日 17:00 - 17:30  | 相武紗季   |
| 「ブータン」                                 | 前編       | 仏塔 寺院 マニ車〜ブータン〜                             | 2018年3月19日 23:00 - 23:30  | 山田孝之   |
| 「ブータン」                                 | 後編       | ヒマラヤに続く空とニャン〜ブータン〜                     | 2018年3月31日 22:30 - 23:00  | 山田孝之   |
| 「能登」                                     | 前編       | お魚いっぱい おなかもいっぱい〜能登〜                    | 2018年7月14日 16:00 - 16:30  | 宮崎あおい |
| 「能登」                                     | 後編       | 能登の冬 人の暮らしにニャンがいて                        | 2018年7月16日 10:45 - 11:15  | 宮崎あおい |
| 「カンボジア」                               | 前編       | アンコールワットのニャン〜カンボジア〜                   | 2018年8月9日 22:30 - 23:00   | 塚本高史   |
| 「カンボジア」                               | 後編       | ハンモックの下にはご用心!〜カンボジア〜                  | 2018年8月16日 22:30 - 23:00  | 塚本高史   |
| 「フィジー」                                 | 前編       | 雨と虹と子ネコたち〜フィジー〜                           | 2018年8月5日 14:30 - 15:00   | 相武紗季   |
| 「フィジー」                                 | 後編       | 島の仲よし男子〜フィジー〜                               | 2018年8月19日 14:30 - 15:00  | 相武紗季   |
| 「キプロス」                                 | 前編       | キプロス 人とネコが寄り添って                            | 2018年10月7日 23:20 - 23:50  | 宮崎あおい |
| 「キプロス」                                 | 後編       | キプロスの歴史の中で ニャン                              | 2018年10月14日 23:20 - 23:50 | 宮崎あおい |
| 「スイス」                                   | 前編       | アルプス 牧場のニャン〜スイス〜                          | 2018年10月20日 19:30 - 20:00 | 相武紗季   |
| 「スイス」                                   | 後編       | アルプス ワイルドに暮らすニャン〜スイス〜                | 2018年10月27日 18:30 - 19:00 | 相武紗季   |
| 「アイルランド」                             | 前編       | 島と町と酒場のニャン〜アイルランド〜                     | 2018年11月1日 15:05 - 15:35  | 塚本高史   |
| 「アイルランド」                             | 後編       | 緑豊かに 妖精とニャン〜アイルランド〜                    | 2018年11月3日 15:00 - 15:30  | 塚本高史   |
| 「アイスランド」                             | 前編       | 風吹く島の仲よし子ネコ〜アイスランド〜                   | 2018年12月9日 23:20 - 23:50  | 相武紗季   |
| 「アイスランド」                             | 後編       | レイキャビクのニャン〜アイスランド〜                     | 2018年12月16日 23:20 - 23:50 | 相武紗季   |
| 「イタリア・トスカーナ」                     | 前編       | トスカーナのライオン〜イタリア〜                         | 2019年3月1日 10:45 - 11:15   | 塚本高史   |
| 「イタリア・トスカーナ」                     | 後編       | トスカーナ 石畳のネコ通り〜イタリア〜                    | 2019年3月4日 16:30 - 17:00   | 塚本高史   |
| 「スペイン・バスク」                         | 前編       | 名前もユニーク バスクのニャン〜スペイン〜                | 2019年3月13日 10:45 - 11:15  | 相武紗季   |
| 「スペイン・バスク」                         | 後編       | ニャンと港と巡礼の道〜スペイン バスク〜                  | 2019年3月21日 16:30 - 17:00  | 相武紗季   |
| 「メキシコ」                                 | 前編       | カラフルな街のニャン〜メキシコ〜                         | 2019年3月23日 15:55 - 16:25  | 塚本高史   |
| 「メキシコ」                                 | 後編       | メキシコ 死者の日とニャン                                | 2019年3月25日 6:30 - 7:00    | 塚本高史   |
| 「コスタリカ」                               | 前編       | 虹の浜辺のニャン〜コスタリカ〜                           | 2019年3月26日 6:30 - 7:00    | 山田孝之   |
| 「コスタリカ」                               | 後編       | ニャンは高い所が好き〜コスタリカ〜                       | 2019年3月27日 6:30 - 7:00    | 山田孝之   |
| 「ジャマイカ」                               | 前編       | ビーチとコーヒーと音楽と〜ジャマイカ〜                   | 2019年3月28日 6:30 - 7:00    | 相武紗季   |
| 「ジャマイカ」                               | 後編       | ちょっと傷心 漁村のニャン〜ジャマイカ〜                  | 2019年3月29日 6:30 - 7:00    | 相武紗季   |
| 「沖縄 久高島」                              | 前編       | ニャンと一緒に島巡り〜沖縄・久高島〜                     | 2019年7月11日 18:00 - 18:30  | 宮﨑あおい |
| 「沖縄 久高島」                              | 後編       | ゆっくり流れる時の中で〜沖縄・久高島〜                   | 2019年7月22日 22:55 - 23:25  | 宮﨑あおい |
| 「ニュージーランド」                         | 前編       | ニャンもラグビーが好き〜ニュージーランド〜               | 2019年8月12日 10:40 - 11:10  | 相武紗季   |
| 「ニュージーランド」                         | 後編       | キウイと羊とワイナリー〜ニュージーランド〜               | 2019年9月7日 16:30 - 17:00   | 相武紗季   |
| 「ミャンマー」                               | 前編       | お寺とニャンと子どもたち〜ミャンマー〜                   | 2019年9月12日 10:35 - 11:05  | 塚本高史   |
| 「ミャンマー」                               | 後編       | インレー湖のニャン〜ミャンマー〜                         | 2019年9月13日 10:35 - 11:05  | 塚本高史   |
| 「フランス・ブルゴーニュ」                   | 前編       | ブルゴーニュの小さな村で〜フランス〜                     | 2019年10月24日 16:31 - 17:00 | 相武紗季   |
| 「フランス・ブルゴーニュ」                   | 後編       | ブルゴーニュ ワインとニャン〜フランス                    | 2019年12月2日 10:35 - 11:05  | 相武紗季   |
| 「アメリカ・シアトル」                       | 前編       | エメラルドシティのニャン〜アメリカ・シアトル〜           | 2019年12月9日 10:25 - 10:55  | 山田孝之   |
| 「アメリカ・シアトル」                       | 後編       | 本と森と少女とニャン〜アメリカ・シアトル〜               | 2020年1月4日 15:39 - 16:09   | 山田孝之   |
| 「カナダ・ビクトリア」                       | 前編       | 花のまちのニャン〜カナダ・ビクトリア〜                   | 2020年1月4日 16:39 - 17:09   | 相武紗季   |
| 「カナダ・ビクトリア」                       | 後編       | シカに海にカヤックと〜カナダ・ビクトリア〜               | 2020年1月26日 13:00 - 13:30  | 相武紗季   |
| 「ドイツ・ロマンチック街道」                 | 前編       | 歴史を守るニャン〜ドイツ・ロマンチック街道〜             | 2020年2月22日 2:00 - 2:29    | 塚本高史   |
| 「ドイツ・ロマンチック街道」                 | 後編       | お城の貴公子〜ドイツ・ロマンチック街道〜                 | 2020年2月22日 2:29 - 2:58    | 塚本高史   |
| 「モンゴル」                                 | 前編       | 大草原とニャン〜モンゴル〜                               | 2020年2月22日 2:58 - 3:27    | 檀れい     |
| 「モンゴル」                                 | 後編       | 国立公園に暮らす〜モンゴル〜                             | 2020年2月22日 3:27 - 3:56    | 檀れい     |
| 「鎌倉」                                     | 前編       | 鎌倉 海そしてニャン                                      | 2020年2月22日 3:56 - 4:25    | 相武紗季   |
| 「鎌倉」                                     | 後編       | 電車と路地と庭園と〜鎌倉                                 | 2020年2月22日 4:25 - 4:54    | 相武紗季   |
| 「アテネ」                                   | 前編       | アテネ オリンピックの地で                                | 2020年3月7日 13:30 - 14:00   | 山田孝之   |
| 「アテネ」                                   | 後編       | アテネ 歴史と人情のまちで                                | 2020年3月8日 13:30 - 14:00   | 山田孝之   |
| 「ローマ」                                   | 前編       | ローマ マラソン街道のニャン                              | 2020年3月16日 10:30 - 11:00  | 塚本高史   |
| 「ローマ」                                   | 後編       | 天空と下町とトリックアート〜ローマ〜                     | 2020年3月23日 10:30 - 11:00  | 塚本高史   |
| 「シドニー」                                 | 前編       | シドニー 海辺のニャン                                    | 2020年3月25日 17:10 - 17:40  | 宮崎あおい |
| 「シドニー」                                 | 後編       | シドニー 優しい人とニャン                                | 2020年3月31日 22:00 - 23:00  | 宮崎あおい |

#### 2021年
| タイトル                                          | BSプレミアム放送日          | Eテレ放送日                  | 語り       |
| ------------------------------------------------- | --------------------------- | ---------------------------- | ---------- |
| エーゲ海 ネコの楽園 〜ギリシャ〜                  | 2021年2月4日 10:44 - 11:10  | 2021年9月30日 22:30 - 22:55  | 相武紗季   |
| トスカーナ 美しい丘のニャン 〜イタリア〜          | 2021年2月15日 10:45 - 11:10 | 2021年10月28日 22:30 - 22:55 | 塚本高史   |
| ジャズが流れる街のニャン 〜ニューオーリンズ〜     | 2021年2月18日 10:41 - 11:06 | 2021年10月21日 22:30 - 22:55 | 相武紗季   |
| ヨーグルトの村のニャン 〜ブルガリア〜             | 2021年2月22日 10:41 - 11:06 | 2021年10月14日 22:30 - 22:55 | 相武紗季   |
| マラケシュ ネコ家族 〜モロッコ〜                  | 2021年2月22日 17:50 - 18:15 | 2021年10月7日 22:30 - 22:55  | 相武紗季   |
| コルレオーネのドメニコ 〜シチリア島〜             | 2021年3月22日 6:35 - 7:00   | 2021年12月2日 22:30 - 22:55  | 相武紗季   |
| マレーシア 海と夕日とニャン                       | 2021年3月23日 6:35 - 7:00   | 2021年11月4日 22:30 - 22:55  | 相武紗季   |
| ニャンはシエスタがお好き 〜スペイン・マドリード〜 | 2021年3月24日 6:35 - 7:00   | 2021年11月11日 22:30 - 22:55 | 相武紗季   |
| クロアチアの春とニャン                            | 2021年3月25日 6:35 - 7:00   | 2021年11月18日 22:30 - 22:55 | 相武紗季   |
| 赤毛のアンの島 〜プリンスエドワード島〜           | 2021年3月26日 6:35 - 7:00   | 2021年11月25日 22:30 - 22:55 | 宮崎あおい |

### mini
（タイトル欄は、初項=オープニング、次項=猫識。「猫識」は岩合本人の出演による解説）
| 製作No. | タイトル                                                  | 初回放送日                   | 語り             |
| ------- | --------------------------------------------------------- | ---------------------------- | ---------------- |
| 01      | 「ネコパンチ」「アプローチはあいさつから」                | 2013年7月4日 20:00 - 20:15   | 蓮井梨花         |
| 02      | 「寝る」「ネコの世界はネコ目線から」                      | 2013年7月4日 20:15 - 20:30   | 齊藤茂一         |
| 03      | 「あくび」「ネコを探すなら高台に立て」                    | 2013年7月4日 20:30 - 20:45   | 蓮井梨花         |
| 04      | 「飲む」「早起きは三文の徳」                              | 2013年7月4日 20:45 - 21:00   | 齊藤茂一         |
| 05      | 「あいさつ」「子ネコを撮るには母ネコと仲良く」            | 2013年7月22日 22:45 - 23:00  | 蓮井梨花         |
| 06      | 「食べる」「ネコと遊ぶには本能を知れ」                    | 2013年7月29日 22:45 - 23:00  | 齊藤茂一         |
| 07      | 「毛づくろい」「におい付けで自分をアピール」              | 2013年8月5日 10:45 - 11:00   | 蓮井梨花         |
| 08      | 「ジャンプ」「ネコの気持ちを知るにはしっぽを見ろ」        | 2013年8月6日 10:45 - 11:00   | 齊藤茂一         |
| 09      | 「見つめる」「ネコは狭い所がお好き」                      | 2013年8月7日 10:45 - 11:00   | 蓮井梨花         |
| 10      | 「ハンティング」「ひなたぼっこはシャッターチャンス」      | 2013年8月8日 10:45 - 11:00   | 齊藤茂一         |
| 11      | 「すやすや」「美しいジャンプで獲物をねらえ」              | 2013年8月9日 10:45 - 11:00   | 蓮井梨花         |
| 12      | 「歩く」「メークアップでスキンシップ」                    | 2013年8月15日 22:45 - 23:00  | 齊藤茂一         |
| 13      | 「走る」「“猫の恋”は春の季語」                            | 2013年8月26日 22:45 - 23:00  | 蓮井梨花         |
| 14      | 「ゴロンゴロン」「ネコの顔 岩合さんの言葉」               | 2013年10月2日 22:45 - 23:00  | 齊藤茂一         |
| 15      | 「かく」「ヒゲと光と岩合さん」                            | 2013年10月5日 23:15 - 23:30  | 齊藤茂一         |
| 16      | 「遊ぶ」「ネコは甘え上手」                                | 2013年10月12日 23:15 - 23:30 | 蓮井梨花         |
| 17      | 「顔あらい」「いろんな声でネコと仲良く」                  | 2013年10月19日 23:15 - 23:30 | 齊藤茂一         |
| 18      | 「伸び」「ネコははずかしがりやさん」                      | 2013年10月22日 23:45 - 00:00 | 蓮井梨花         |
| 19      | 「なでなで」「モデルネコはオスがオススメ」                | 2013年10月26日 23:15 - 23:30 | 蓮井梨花         |
| 20      | 「鳴く」「かわいく撮るにはネコとの距離感」                | 2013年11月12日 10:40 - 10:55 | 齊藤茂一         |
| 21      | 「寝る（2）」「ネコが大好きな日陰」                       | 2013年11月13日 10:35 - 10:50 | 蓮井梨花         |
| 22      | 「くしゃみ」「ネコとワルツを踊れ」                        | 2013年11月16日 23:15 - 23:30 | 齊藤茂一         |
| 23      | 「飲む（2）」「ママのしつけはこわい」                     | 2013年11月23日 23:15 - 23:30 | 蓮井梨花         |
| 24      | 「夕焼け」「隠れネコの見つけ方」                          | 2013年11月30日 23:15 - 23:30 | 齊藤茂一         |
| 25      | 「しっぽ」「グルメなネコが暮す地方」                      | 2013年12月7日 23:15 - 23:30  | 蓮井梨花         |
| 26      | 「階段」「ネコはバランス名人」                            | 2013年12月14日 23:15 - 23:30 | 齊藤茂一         |
| 27      | 「ジャンプ（2）」「笑ってるの?フレーメン反応」            | 2013年12月21日 23:15 - 23:30 | 蓮井梨花         |
| 28      | 「ネコパンチ（2）」「屋根の上は一石二鳥」                 | 2014年1月6日 7:45 - 8:00     | 蓮井梨花         |
| 29      | 「動物とネコ」「ネコは整列!?」                            | 2014年1月7日 7:45 - 8:00     | 齊藤茂一         |
| 30      | 「背中」「ネコの耳はレーダー」                            | 2014年1月8日 7:45 - 8:00     | 蓮井梨花         |
| 31      | 「ひなたぼっこ」「緊張VS緊張」                            | 2014年1月9日 7:45 - 8:00     | 齊藤茂一         |
| 32      | 「振り向く」「決め手はゴロニャン」                        | 2014年1月10日 7:45 - 8:00    | 蓮井梨花         |
| 33      | 「あいさつ（2）」「眠っているあいだもニャン」             | 2014年1月25日 23:15 - 23:30  | 齊藤茂一         |
| 34      | 「三毛ネコ」「三毛ネコが美しくなるとき」                  | 2014年2月1日 23:15 - 23:30   | 齊藤茂一         |
| 35      | 「木の上」「夜の魅力」                                    | 2014年2月8日 23:15 - 23:30   | 齊藤茂一         |
| 36      | 「授乳」「思わぬときに はっと」                           | 2014年2月15日 23:15 - 23:30  | 蓮井梨花         |
| 37      | 「後ろ足で立つ」「横顔はシャッターチャンス」              | 2014年2月19日 22:45 - 23:00  | 蓮井梨花         |
| 38      | 「黒ネコ」「黒ネコが丸く見えるとき」                      | 2014年2月22日 23:15 - 23:30  | 齊藤茂一         |
| 39      | 「影」「ママ、ごめんなさい」                              | 2014年2月24日 7:45 - 8:00    | 蓮井梨花         |
| 40      | 「にらみあい とっくみあい」「1秒4回の真剣」               | 2014年2月25日 7:45 - 8:00    | 齊藤茂一         |
| 41      | 「耳」「ネコの礼節を知ったワンカット」                    | 2014年2月26日 7:45 - 8:00    | 蓮井梨花         |
| 42      | 「きいちゃん」「きいちゃん大好き」                        | 2014年2月27日 7:45 - 8:00    | 齊藤茂一         |
| 43      | 「イス」「岩合光昭 ほめ言葉全集」                         | 2014年2月28日 7:45 - 8:00    | 蓮井梨花         |
| 44      | 「暖まる」「ネコの恋路」                                  | 2014年3月1日 8:15 - 8:30     | 齊藤茂一         |
| 45      | 「オス」「オス うなる」                                   | 2014年3月3日 7:45 - 8:00     | 齊藤茂一         |
| 46      | 「カメラにあいさつ」「ノビニャン劇場」                    | 2014年3月4日 7:45 - 8:00     | 蓮井梨花         |
| 47      | 「ゴシゴシ」「モテにゃんの謎」                            | 2014年3月5日 7:45 - 8:00     | 齊藤茂一         |
| 48      | 「日陰」「においを上書きせよ」                            | 2014年3月8日 8:15 - 8:30     | 蓮井梨花         |
| 49      | 「じゃれあう」「赤ちゃんの魅惑の目」                      | 2014年3月25日 3:00 - 3:15    | 蓮井梨花         |
| 50      | 「人間観察」「ゆったりが好き」                            | 2014年3月25日 3:15 - 3:30    | 齊藤茂一         |
| 51      | 「香箱をつくる」「ネコが香箱をつくるとき」                | 2014年3月25日 3:30 - 3:45    | 蓮井梨花         |
| 52      | 「くんくん」「ネコは“気象予報士”」                        | 2014年3月25日 3:45 - 4:00    | 齊藤茂一         |
| 53      | 「おりる」「飛びおりる瞬間を見逃すな」                    | 2014年3月26日 3:30 - 3:45    | 蓮井梨花         |
| 54      | 「ママが子をなめる」「クイズ!ネコを探しましょう」         | 2014年3月26日 3:45 - 4:00    | 齊藤茂一         |
| 55      | 「子ネコの冒険」「愛らしさよりたくましさ」                | 2014年3月27日 3:00 - 3:15    | 蓮井梨花         |
| 56      | 「いただきます」「塀の上はネコの道」                      | 2014年3月27日 3:15 - 3:30    | 齊藤茂一         |
| 57      | 「すりすり」「朝日と夕日とネコの毛と」                    | 2014年3月27日 3:30 - 3:45    | 蓮井梨花         |
| 58      | 「鳴く（2）」「舌の魅力」                                 | 2014年3月27日 3:45 - 4:00    | 齊藤茂一         |
| 59      | 「ネコの道」「ネコに主導権!?」                            | 2014年3月28日 3:30 - 3:45    | 蓮井梨花         |
| 60      | 「花とネコ」「遠くからみてもわかる」                      | 2014年3月28日 3:45 - 4:00    | 齊藤茂一         |
| 61      | 「走る（2）」「足裏チャームポイント」                     | 2014年3月30日 3:10 - 3:25    | 蓮井梨花         |
| 62      | 「扉の前」「モミモミの秘密」                              | 2014年3月30日 3:25 - 3:40    | 齊藤茂一         |
| 63      | 「白と黒」「ネコと話す声」                                | 2014年3月31日 3:30 - 3:45    | 蓮井梨花         |
| 64      | 「伸び（2）」「雨の日のスクープ映像」                     | 2014年3月31日 3:45 - 4:00    | 齊藤茂一         |
| 65      | 「とろ〜り」「体を大きく見せるとき」                      | 2014年8月4日 11:40 - 11:55   | 蓮井梨花         |
| 66      | 「ゴロンゴロン（2）」「黒しまはどこにいる?」              | 2014年8月5日 11:40 - 11:55   | 蓮井梨花         |
| 67      | 「あくび（2）」「しっぽ大好き」                           | 2014年8月6日 11:40 - 11:55   | 蓮井梨花         |
| 68      | 「顔をピョコっと」「ほっといて」                          | 2014年8月7日 11:40 - 11:55   | 蓮井梨花         |
| 69      | 「ぽりぽり」「お母さん 子ネコをなめる」                   | 2014年11月1日 23:15 - 23:30  | 齊藤茂一         |
| 70      | 「空を飛ぶ」「年を重ねた落ち着き」                        | 2014年11月8日 23:15 - 23:30  | 齊藤茂一         |
| 71      | 「うっとり顔」「その寝姿 隠れてるつもり?」                | 2014年11月15日 23:15 - 23:30 | 齊藤茂一         |
| 72      | 「くぐる」「毛づくろいの魅力」                            | 2014年11月22日 23:15 - 23:30 | 齊藤茂一         |
| 73      | 「よちよち子ネコ」「ネコだって泳げる」                    | 2014年11月29日 23:15 - 23:30 | 蓮井梨花         |
| 74      | 「お日さま大好き」「やきもちをやくネコ」                  | 2014年12月6日 23:15 - 23:30  | 蓮井梨花         |
| 75      | 「白いネコ」「毛長のニャンは…」                           | 2014年12月13日 23:15 - 23:30 | 蓮井梨花         |
| 76      | 「木登り」「お母さんのしっぽ 大好き」                     | 2014年12月20日 23:15 - 23:30 | 蓮井梨花         |
| 77      | 「じゃれあいパンチ」「ネコとマンホール」                  | 2015年1月5日 22:45 - 23:00   | 齊藤茂一         |
| 78      | 「水飲み姿」「丘の上のネコ」                              | 2015年1月9日 7:45 - 8:00     | 齊藤茂一         |
| 79      | 「子ネコ鳴く」「ネコを探せ!〜山口〜」                     | 2015年1月10日 23:15 - 23:30  | 齊藤茂一         |
| 80      | 「木から下りる」「牧場のネコは働き者」                    | 2015年1月12日 17:45 - 18:00  | 齊藤茂一         |
| 81      | 「こんにちは」「路地の奥はワンダーランド」                | 2015年1月16日 7:45 - 8:00    | 蓮井梨花         |
| 82      | 「舌が出てるよ」「珠玉のワンカット」                      | 2015年1月17日 23:15 - 23:30  | 齊藤茂一         |
| 83      | 「朝日」「このあとどうなる?〜フロリダ〜」                 | 2015年1月19日 22:45 - 23:00  | 蓮井梨花         |
| 84      | 「急ぎ足」「オス同士のにらみ合い」                        | 2015年1月23日 7:45 - 8:00    | 齊藤茂一         |
| 85      | 「黒いツヤ」「ネコと階段」                                | 2015年1月24日 23:15 - 23:30  | 蓮井梨花         |
| 86      | 「しっぽフリフリ」「ネコにリクエスト」                    | 2015年1月30日 7:45 - 8:00    | 齊藤茂一         |
| 87      | 「後ろ足ペロペロ」「ゆったりネコのいる所」                | 2015年1月30日 11:35 - 11:50  | 蓮井梨花         |
| 88      | 「靴下ちゃん」「ネコを探せ!〜台湾〜」                     | 2015年1月31日 23:15 - 23:30  | 齊藤茂一         |
| 89      | 「ゴロゴロ大全集」「ネコ ちらっと見る」                   | 2015年2月9日 22:45 - 23:00   | 蓮井梨花         |
| 90      | 「伸びしてすぐ戻るネコ」「ネコのケンカ メス同士の場合は」 | 2015年2月14日 23:15 - 23:30  | 蓮井梨花         |
| 91      | 「背中ペロペロ」「ネコの目 魅力いろいろ」                 | 2015年2月21日 8:15 - 8:30    | 蓮井梨花         |
| 92      | 「子ネコ寝る」「ネコを探せ!〜沖縄〜」                     | 2015年2月28日 23:15 - 23:30  | 蓮井梨花         |
| 93      | 「カメラ、気になる?」「水飲みのあとを狙え」               | 2015年3月1日 12:45 - 13:00   | 齊藤茂一         |
| 94      | 「ピョン!と飛び乗る」「ネコに花」                         | 2015年3月7日 23:15 - 23:30   | 齊藤茂一         |
| 95      | 「ネコ立ち上がる」「ネコ社会のごあいさつ」                | 2015年3月8日 12:45 - 13:00   | 齊藤茂一         |
| 96      | 「顔あらいに夢中」「ネコへの言葉は慎重に?」               | 2015年3月14日 23:15 - 23:30  | 齊藤茂一         |
| 97      | 「バランス歩き」「ネコとベンチ」                          | 2015年3月15日 12:45 - 13:00  | 蓮井梨花         |
| 98      | 「横顔」「ネコより低いところだと…」                       | 2015年3月21日 23:15 - 23:30  | 蓮井梨花         |
| 99      | 「ムシャムシャ」「厳しさも愛情のうち?」                   | 2015年3月22日 12:45 - 13:00  | 蓮井梨花         |
| 100     | 「においかぐ」「ネコ 俊敏さを見せるとき」                 | 2015年3月27日 12:30 - 12:45  | 蓮井梨花         |
| 101     | 「おりる（2）」「ネコを探せ!〜モロッコ〜」                | 2015年3月29日 0:15 - 0:30    | 齊藤茂一         |
| 102     | 「前足出して」「ネコのかかと?」                           | 2015年3月29日 12:45 - 13:00  | 齊藤茂一         |
| 103     | 「ぺったり」「ネコの顔あらい」                            | 2015年3月31日 12:30 - 12:45  | 齊藤茂一         |
| 104     | 「瞳見せて」「警戒するネコを狙え」                        | 2015年3月31日 12:45 - 13:00  | 齊藤茂一         |
| 105     | 「子ネコのかきかき」「ネコを探せ!〜津軽〜」               | 2015年8月4日 22:35 - 22:50   | 杉山裕子         |
| 106     | 「オスネコの堂々歩き」「しっぽが立っているときは」        | 2015年8月11日 22:40 - 22:55  | 齊藤茂一         |
| 107     | 「なでる」「眠っているときこそ長回し?」                   | 2015年8月17日 7:45 - 8:00    | 杉山裕子         |
| 108     | 「大きく口を開けて」「シルエット撮影は一苦労」            | 2015年8月17日 22:45 - 23:00  | 杉山裕子         |
| 109     | 「子ネコの遊び道具」「ネコの失敗」                        | 2015年8月18日 7:45 - 8:00    | 齊藤茂一         |
| 110     | 「鳴く」「ネコとことわざ」                                | 2015年8月19日 7:45 - 8:00    | 杉山裕子         |
| 111     | 「匂いをつける」「母ネコ 鬼の形相」                       | 2015年8月20日 7:45 - 8:00    | 齊藤茂一         |
| 112     | 「ぐっすり」「ネコのゴロゴロ音」                          | 2015年8月31日 22:45 - 23:00  | 齊藤茂一         |
| 113     | 「ネコ 人と遊ぶ」「主役はわたし!」                        | 2015年12月21日 7:45 - 8:00   | 杉山裕子         |
| 114     | 「ぴったりくっつく」「大好き!世界の郷土料理」             | 2015年12月22日 7:45 - 8:00   | 杉山裕子         |
| 115     | 「前足ペロペロ」「ネコを探せ!チャールストン編」           | 2015年12月23日 7:45 - 8:00   | 杉山裕子         |
| 116     | 「けん制しあって…」「岩合さんミラクルの瞬間を語る」       | 2015年12月24日 7:45 - 8:00   | 杉山裕子         |
| 117     | 「前足を立てて…」「ネコをほめよう」                       | 2016年2月15日 7:45 - 8:00    | 齊藤茂一         |
| 118     | 「つかまえる!?」「雪国のネコに学ぶ」                      | 2016年2月16日 7:45 - 8:00    | 齊藤茂一         |
| 119     | 「目を閉じて、笑顔!?」「ネコと満月」                      | 2016年2月17日 7:45 - 8:00    | 齊藤茂一         |
| 120     | 「子ネコ じゃれる」「ネコが野性を見せるとき」             | 2016年2月18日 7:45 - 8:00    | 齊藤茂一         |
| 121     | 「ぶるぶる」「カメラにゴッツン!」                         | 2016年3月21日 7:45 - 8:00    | 杉山裕子         |
| 122     | 「お腹を見せて…」「岩合流ネコの見つけ方〜アンダルシア〜」 | 2016年3月22日 7:45 - 8:00    | 齊藤茂一         |
| 123     | 「子ネコのあくび」「子ネコにドキドキ!」                   | 2016年3月23日 7:45 - 8:00    | 杉山裕子         |
| 124     | 「とびうつる」「ネコを探せ!〜バリ島〜」                   | 2016年3月24日 7:45 - 8:00    | 齊藤茂一         |
| 125     | 「うーん、ごあいさつ」「ネコの居場所は風しだい」          | 2016年9月5日 7:45 - 8:00     | 杉山裕子         |
| 126     | 「あくびとのびのび」「オスのパトロールを追え」            | 2016年9月6日 7:45 - 8:00     | 杉山裕子         |
| 127     | 「ネコのちょっかい」「スローモーションの魅力」            | 2016年9月7日 7:45 - 8:00     | 杉山裕子         |
| 128     | 「ネコと仲間たち」「朝日とネコと岩合さん」                | 2016年9月8日 7:45 - 8:00     | 杉山裕子         |
| 129     | 「待つネコ」「岩合さんのほれたネコ」                      | 2016年11月21日 7:45 - 8:00   | 齊藤茂一         |
| 130     | 「ネコ耳レーダー」「ネコの幸せ、人も幸せ」                | 2016年12月29日 7:00 - 7:15   | 齊藤茂一         |
| 131     | 「においつけて…」「レンズはネコの目の高さに」             | 2016年12月30日 7:00 - 7:15   | 齊藤茂一         |
| 132     | 「黒白模様」「ネコのきげんをそこねるな!」                 | 2016年12月31日 7:00 - 7:15   | 齊藤茂一         |
| 133     | 「しっぽふりふり」「隠れネコを安心させよう!」             | 2017年1月3日 7:45 - 8:00     | 杉山裕子         |
| 134     | 「目がとろ〜り」「ネコの動きを読む」                      | 2017年1月4日 7:45 - 8:00     | 杉山裕子         |
| 135     | 「人を見つめるネコ」「岩合さんのネコ会話」                | 2017年1月21日 9:15 - 9:30    | 杉山裕子         |
| 136     | 「真剣に水飲み」「ネコを探せ!〜ペルー〜」                 | 2017年1月28日 9:15 - 9:30    | 杉山裕子         |
| 137     | 「におい探偵」「あっ撮れた!の瞬間」                       | 2017年2月26日 21:44 - 22:00  | 齊藤茂一         |
| 138     | 「おなかペロペロ」「バリバリ爪とぎ」                      | 2017年2月27日 18:30 - 18:45  | 齊藤茂一         |
| 139     | 「ゴロゴロ（3）」「木の上のネコ」                         | 2017年3月12日 17:15 - 17:30  | 齊藤茂一         |
| 140     | 「窓辺のネコ」「ネコも人も同じリズム」                    | 2017年3月20日 11:14 - 11:30  | 齊藤茂一         |
| 141     | 「走る（3）」「なでなでのコツ」                           | 2017年3月22日 17:40 - 17:55  | 杉山裕子         |
| 142     | 「看板ネコ」「ネコと炎」                                  | 2017年3月27日 11:30 - 11:45  | 齊藤茂一         |
| 143     | 「何がしたいの?」「ネコを探せ!〜イングランド〜」          | 2017年3月28日 11:30 - 11:45  | 杉山裕子         |
| 144     | 「ネコも木から落ちる」「草を食べてスッキリ」              | 2017年3月29日 11:30 - 11:45  | 齊藤茂一         |
| 145     | 「肉球」「ネコとトイレとなわばり意識」                    | 2018年1月4日 7:15 - 7:30     | 杉山裕子         |
| 146     | 「雨宿り」「ネコも夢を見る?」                             | 2018年1月8日 7:45 - 8:00     | 齊藤茂一         |
| 147     | 「夜のネコ」「ネコは7つの名前を持つ?」                    | 2018年1月9日 7:45 - 8:00     | 杉山裕子         |
| 148     | 「穴のネコ」「魅力の瞳 オッドアイ」                       | 2018年1月15日 7:45 - 8:00    | 齊藤茂一         |
| 149     | 「動物とネコ（2）」「ネコが“ネコ歩き”を見るとき」         | 2018年1月16日 7:45 - 8:00    | 杉山裕子         |
| 150     | 「世界のネコまんま」「ごはんちょうだいの目」              | 2018年1月29日 7:45 - 8:00    | 齊藤茂一         |
| 151     | 「ネコと船」「岩合さん、待つ!」                           | 2018年1月29日 23:15 - 23:30  | 杉山裕子         |
| 152     | 「2匹は仲良し」「傷はオスネコの歴史」                     | 2018年1月30日 7:45 - 8:00    | 齊藤茂一         |
| 153     | 「太ったネコ」「ネコと水の関係」                          | 2018年2月19日 11:05 - 11:20  | 杉山裕子         |
| 154     | 「ネコと雪」「日本のネコに何が似合う?」                   | 2018年2月24日 11:45 - 12:00  | 齊藤茂一         |
| 155     | 「ネコと子ども」「じっくり見れば見えてくる」              | 2018年2月26日 22:40 - 22:55  | 齊藤茂一         |
| 156     | 「爪とぎ」「ネコの役目って何!?」                          | 2018年3月1日 7:45 - 8:00     | 杉山裕子         |
| 157     | 「ネコと鳥」「ネコの模様」                                | 2018年3月12日 23:10 - 23:25  | 杉山裕子         |
| 158     | 「伸び上がる」「ネコの集会」                              | 2018年3月15日 11:00 - 11:15  | 齊藤茂一         |
| 159     | 「ネコ、乗る」「イエネコの狩りって?」                     | 2018年3月20日 16:45 - 17:00  | 杉山裕子         |
| 160     | 「お年寄りとネコ」「ひとり遊びに夢中」                    | 2018年3月21日 11:00 - 11:15  | 齊藤茂一         |
| 161     | 「眠い」「落ち着け、落ち着け」                            | 2018年3月23日 14:45 - 15:00  | 杉山裕子         |
| 162     | 「朝の光とネコ」「ネコをひき寄せるには」                  | 2018年3月25日 2:45 - 3:00    | 杉山裕子         |
| 163     | 「イヌとネコ」「ネコの歩き方」                            | 2018年3月26日 23:10 - 23:25  | 斉藤茂一         |
| 164     | 「ネコのタッチ」「ネコをだっこするときは」                | 2018年3月27日 1:45 - 2:00    | 斉藤茂一         |
| 165     | 「花とネコ（2）」「ネコにモテるには?」                    | 2018年11月7日 23:15 - 23:30  | 斉藤茂一         |
| 166     | 「ひげ模様」「おなかのたるみは何のため?」                 | 2018年11月14日 23:15 - 23:30 | 斉藤茂一         |
| 167     | 「屋根の上のネコ」「鳴き声を聞き比べよう」                | 2018年11月21日 23:15 - 23:30 | 斉藤茂一         |
| 168     | 「名所とネコ」「ネコと飼い主の豊かな瞬間」                | 2018年11月28日 23:15 - 23:30 | 斉藤茂一         |
| 169     | 「ネコと水鏡」「マジックアワーを待とう」                  | 2018年12月5日 23:15 - 23:30  | 杉山裕子         |
| 170     | 「ネコとお散歩」「雨ニモマケズ、風ニモマケズ」            | 2018年12月12日 23:15 - 23:30 | 杉山裕子         |
| 171     | 「おっと失敗!?」「ネコがカメラ目線の時」                  | 2018年12月19日 23:15 - 23:30 | 杉山裕子         |
| 172     | 「靴下ちゃん（2）」「鳴き声・クラッキング編」             | 2018年12月26日 23:15 - 23:30 | 杉山裕子         |
| 173     | 「音楽とネコ」「オスネコのシンボル ふぐり」               | 2019年1月9日 23:15 - 23:30   | 杉山裕子         |
| 174     | 「ほめ言葉はいろいろ」「動くものを見るのが得意」          | 2019年3月2日 11:45 - 12:00   | 斉藤茂一         |
| 175     | 「ニャンと小さな生き物」「ネコを探せ!キプロス&京都編」    | 2019年3月6日 23:15 - 23:30   | 斉藤茂一         |
| 176     | 「長い毛の猫」「ネコって笑うの?」                         | 2019年3月8日 11:45 - 12:00   | 斉藤茂一         |
| 177     | 「ネコのカモフラージュ」「リラックス度を知るには?」       | 2019年3月13日 23:15 - 23:30  | 斉藤茂一         |
| 178     | 「ネコアート」「長いしっぽ 短いしっぽ」                   | 2019年3月15日 11:45 - 12:00  | 斉藤茂一         |
| 179     | 「ネコと1杯」「ネコと煙は高い所が好き」                   | 2019年3月19日 11:00 - 11:15  | 斉藤茂一         |
| 180     | 「ごはん横取り」「ネコに上下関係ってあるの?」             | 2019年3月25日 11:00 - 11:15  | 杉山裕子         |
| 181     | 「おてて」「世界のネコの名前」                            | 2019年3月27日 23:15 - 23:30  | 杉山裕子         |
| 182     | 「やめてくれ」「このあとどうなる!?」                      | 2019年3月28日 11:45 - 12:00  | 杉山裕子         |
| 183     | 「あったまる（2）」「鳴き声を聞き比べ〜甘えた声」         | 2019年3月31日 3:10 - 3:25    | 杉山裕子         |
| 184     | 「ドアとネコ」「変化する目の色」                          | 2019年3月31日 3:25 - 3:40    | 杉山裕子         |
| 185     | 「何かのってるよ」「黒ネコの魅力」                        | 2019年10月12日 7:00 - 7:15   | 杉山裕子         |
| 186     | 「腰が浮いちゃうよ」「ネコを探せ!スペイン&メキシコ」      | 2019年10月19日 7:00 - 7:15   | 杉山裕子         |
| 187     | 「ネコにも衣装」「こうして出会った名場面」                | 2019年10月26日 7:00 - 7:15   | 杉山裕子         |
| 188     | 「肩乗りネコ」「野性味あふれるベンガル」                  | 2019年11月9日 7:00 - 7:15    | 斉藤茂一         |
| 189     | 「毛づくろいしてあげる」「4K撮影だニャン」                | 2019年11月16日 7:00 - 7:15   | 斉藤茂一         |
| 190     | 「アトリエのネコ」「オス・メスの見分け方」                | 2019年12月7日 7:00 - 7:15    | 斉藤茂一         |
| 191     | 「何して遊ぶ?」「ネコの味覚」                             | 2019年12月14日 7:00 - 7:15   | 斉藤茂一         |
| 192     | 「おかしな寝顔」「どこで寝る?誰と寝る?」                  | 2019年12月21日 7:00 - 7:15   | 斉藤茂一         |
| 193     | 「おじいちゃんとネコ」「キジトラネコ 顔の模様」           | 2020年3月1日 6:45 - 7:00     | 斉藤茂一         |
| 194     | 「ファッションショー」「猫の聴力」                        | 2020年3月5日 11:45 - 12:00   | 斉藤茂一         |
| 195     | 「ネコと乗り物」「猫が大切にされる場所って?」             | 2020年3月6日 11:45 - 12:00   | 斉藤茂一         |
| 196     | 「ネコのじゃれあい」「ネコの魔力」                        | 2020年3月12日 11:45 - 12:00  | 斉藤茂一         |
| 197     | 「おしり姿」「ネコの臭覚とお鼻」                          | 2020年3月17日 10:57 - 11:12  | 杉山裕子         |
| 198     | 「ネコだんご」「お年寄りネコ」                            | 2020年3月19日 18:45 - 19:00  | 杉山裕子         |
| 199     | 「下から見るネコ」「ネコとお散歩」                        | 2020年3月21日 7:00 - 7:15    | 杉山裕子         |
| 200     | 「ネコと畑」「ほかの動物 怖くないの?」                    | 2020年3月24日 11:00 - 11:15  | 杉山裕子         |
| 201     | 「のぞき見ニャン」「リラックスしたネコ」                  | 2020年3月24日 17:45 - 18:00  | 杉山裕子         |
| 202     | 「兄弟ネコ」「どうして舌なめずりするの?」                 | 2020年3月28日 7:00 - 7:15    | 杉山裕子         |
| 203     | 「鼻キス」「ネコを探せ!ギリシャ&シアトル&モンゴル」       | 2020年3月30日 6:00 - 6:15    | 斉藤茂一         |
| 204     | 「クスっとネコ」「白ネコの魅力」                          | 2020年3月30日 6:15 - 6:30    | 杉山裕子         |
| 205     | 「青空とネコ」「ネコの愛情表現!?」                        | 2020年10月19日 17:38 - 17:53 | 植田佳奈         |
| 206     | 「下りられるかな?」「ハイスピード撮影」                   | 2020年11月12日 17:44 - 17:59 | 木村昴           |
| 207     | 「さわらせて」「ネコとかくれんぼ」                        | 2020年12月3日 17:42 - 17:57  | 植田佳奈         |
| 208     | 「神々しいネコ」「猫は時間に正確!?」                      | 2020年12月14日 10:56 - 11:11 | 山下大輝         |
| 209     | 「いろんな水飲み場」「ネコ探せ!しま模様のネコ編」         | 2020年12月23日 17:43 - 17:58 | サンシャイン池崎 |
| 210     | 「すり抜ける」「ネコの“手”」                              | 2020年12月28日 7:45 - 8:00   | 立花慎之介       |
| 211     | 「怒ってるネコ」「お仕事に嫉妬?」                         | 2020年12月29日 16:45 - 17:00 | 木村昴           |
| 212     | 「お出迎えネコ」「ネコがとぼけるとき」                    | 2021年1月3日 10:45 - 11:00   | サンシャイン池崎 |
| 213     | 「あごのせニャン」「ニャンとなが〜いお付き合い」          | 2021年2月18日 22:30 - 22:45  | 山下大輝         |
| 214     | 「シンクロナイズネコ」「ネコと遊ぼう!」                   | 2021年2月23日 17:30 - 17:45  | 悠木碧           |
| 215     | 「鼻ニンニク」「かっこいい目立ち方!?」                    | 2021年2月25日 12:29 - 12:44  | 山下大輝         |
| 216     | 「さわりたくなる手」「ネコの足跡 梅の花」                 | 2021年2月26日 12:20 - 12:35  | 悠木碧           |
| 217     | 「首をかしげる」「お乳の時間」                            | 2021年3月1日 11:45 - 12:00   | 植田佳奈         |
| 218     | 「ネコと電車」「雨とネコ」                                | 2021年3月2日 17:58 - 18:13   | 立花慎之介       |
| 219     | 「まねきねこ」「世界のネコと日本のネコ」                  | 2021年3月3日 16:56 - 17:11   | 植田佳奈         |
| 220     | 「ぽっちゃり」「ネコの“オリンピック”」                    | 2021年3月5日 16:04 - 16:19   | 植田佳奈         |
| 221     | 「へそ天」「ネコの春」                                    | 2021年3月8日 11:45 - 12:00   | 悠木碧           |
| 222     | 「近い!近い!」「ヘミングウェイとネコ」                    | 2021年3月11日 17:37 - 17:52  | 立花慎之介       |
| 223     | 「ドア開けて」「ネコの忍術!?」                            | 2021年3月22日 17:58 - 18:13  | 悠木碧           |
| 224     | 「丸くなる」「目を見つめないで」                          | 2021年5月2日 16:00 - 16:15   | 悠木碧           |
| 225     | 「舌、でてるよ」「ニャンの魅力を写す」                    | 2021年7月13日 21:45 - 22:00  | 悠木碧           |
| 226     | 「物をよけて歩く」「ネコは物を落とさない!?」              | 2021年7月20日 21:45 - 22:00  | 立花慎之介       |
| 227     | 「ニャン相」「ニャン、わが道をゆく」                      | 2021年7月22日 17:43 - 17:58  | 悠木碧           |
| 228     | 「自慢のお家」「ネコが登場することわざ」                  | 2021年7月27日 21:45 - 22:00  | 悠木碧           |
| 229     | 「坂の上のネコ」「ネコのポーズ」                          | 2021年8月10日 21:43 - 21:58  | 立花慎之介       |
| 230     | 「ベンチネコ」「おしり叩いて!」                           | 2022年1月17日 6:30 - 6:45    | 山下大輝         |
| 231     | 「ネコと四季〜秋〜」「ニャンの息づかい」                  | 2022年1月18日 6:30 - 6:45    | 山下大輝         |
| 232     | 「お餅ネコ」「猫を探せ〜神社・仏閣編〜」                  | 2022年1月19日 6:30 - 6:45    | 悠木碧           |
| 233     | 「あくび花火大会」「南極に行った三毛ネコ」                | 2022年1月20日 6:30 - 6:45    | 山下大輝         |
| 234     | 「モミモミふみふみ」「子ネコを運ぶ」                      | 2022年1月21日 6:30 - 6:45    | 立花慎之介       |
| 235     | 「ネコとご当地グルメ」「招き猫」                          | 2022年1月24日 6:30 - 6:45    | 植田佳奈         |
| 236     | 「返事をするネコ」「ネコの衣替え」                        | 2022年1月25日 6:30 - 6:45    | 立花慎之介       |
| 237     | 「港猫」「キャッツアイ」                                  | 2022年1月26日 6:30 - 6:45    | 植田佳奈         |
| 238     | 「収穫とネコ」「ネコの背中」                              | 2022年1月27日 6:30 - 6:45    | 悠木碧           |
| 239     | 「濡れるのはイヤ」「ネコのごろん」                        | 2022年1月28日 6:30 - 6:45    | 悠木碧           |
| 240     | 「本とニャン」「ネコを愛した作家〜向田邦子〜」            | 2022年3月7日 6:30 - 6:45     | 悠木碧           |
| 241     | 「座り方いろいろ」「ネコは気分屋!?」                      | 2022年3月8日 6:30 - 6:45     | 立花慎之介       |
| 242     | 「鏡よ、鏡…」「おどろきの脚力」                           | 2022年3月9日 6:30 - 6:45     | 悠木碧           |
| 243     | 「ジャンプ!3」「ボスネコの性分」                          | 2022年3月10日 6:30 - 6:45    | 立花慎之介       |
| 244     | 「子ネコの一人遊び」「幸運を呼ぶネコ!?」                  | 2022年3月11日 6:30 - 6:45    | 悠木碧           |
| 245     | 「ネコカニ合戦」「肩に乗りたいニャン!」                   | 2022年9月12日 6:00 - 6:15    | 悠木碧           |
| 246     | 「牧場ネコ」「十二支とネコ」                              | 2022年9月13日 6:00 - 6:15    | 山下大輝         |
| 247     | 「いたずらネコ」「耳の形は気分で変わる!?」                | 2022年9月14日 6:00 - 6:15    | 悠木碧           |
| 248     | 「ネコの器」「大きなネコ・メインクーン」                  | 2022年9月15日 6:00 - 6:15    | 山下大輝         |
| 249     | 「ブラッシング」「扉、開けられるかな?」                   | 2022年9月16日 6:00 - 6:15    | 悠木碧           |
| 250     | 「ネコとイヌ」「毛のないネコ!?スフィンクス」              | 2023年1月4日 7:45 - 8:00     | 立花慎之介       |
| 251     | 「白黒模様」「何匹いるかな?」                             | 2023年1月5日 7:45 - 8:00     | 植田佳奈         |
| 252     | 「ネコと乗り物2」「なんて言ってるの?」                    | 2023年1月6日 7:45 - 8:00     | 立花慎之介       |
| 253     | 「ネコの細道」「ネコは何色が好き?」                       | 2023年2月6日 6:30 - 6:45     | 悠木碧           |
| 254     | 「ネコと四季〜冬〜」「ネコの頭突き」                      | 2023年2月7日 6:30 - 6:45     | 植田佳奈         |
| 255     | 「靴下をはいたネコ」「ネコのクライミング!?」              | 2023年2月8日 6:30 - 6:45     | 山下大輝         |
| 256     | 「ネコは抱かれ上手」「ご飯、もういいの?」                 | 2023年2月9日 6:30 - 6:45     | 悠木碧           |
| 257     | 「ネコのベッド」「大きなほっぺ、何のため?」               | 2023年2月10日 6:30 - 6:45    | 山下大輝         |
| 258     | 「湯けむりとネコ」「ネコに学ぶおねだりの極意」            | 2023年2月18日 9:30 - 9:45    | 立花慎之介       |
| 259     | 「がんばれ!子ネコ」「日向ぼっこが好き、だけじゃない」     | 2023年2月25日 9:30 - 9:45    | 植田佳奈         |
| 260     | 「肉球ぺろり」「水の飲み方」                              | 2023年3月20日 6:15 - 6:30    | 悠木碧           |
| 261     | 「オッドアイ」「あくびのひみつ」                          | 2023年3月21日 6:15 - 6:30    | 悠木碧           |
| 262     | 「ネコの横顔」「ネコのじゃれあい」                        | 2023年3月22日 6:15 - 6:30    | 山下大輝         |
| 263     | 「お魚くわえたニャン」「あごのせ」                        | 2023年3月23日 6:15 - 6:30    | 山下大輝         |
| 264     | 「ネコと網」「ポイントカラー」                            | 2023年3月24日 6:15 - 6:30    | 悠木碧           |
| 265     | 「ネコの影」「ネコが語源の言葉」                          | 2023年8月28日 7:00 - 7:15    | 羽多野渉         |
| 266     | 「パトロール」「ネコの毛」                                | 2023年8月29日 7:00 - 7:15    | 小松未可子       |
| 267     | 「街を見下ろせる場所」「爪とぎは自己主張!?」              | 2023年8月30日 7:00 - 7:15    | 羽多野渉         |
| 268     | 「ネコと田んぼ」「丸まって眠るとき」                      | 2023年8月31日 7:00 - 7:15    | 小松未可子       |
| 269     | 「ネコと職人」「ネコの”あれ”の名前」                      | 2023年9月1日 7:00 - 7:15     | 羽多野渉         |
| 270     | 「顔洗い」「ネコのひげ」                                  | 2023年10月23日 6:30 - 6:45   | 山下大輝         |
| 271     | 「ショーウインドウのネコ」「ネコのゴロゴロ音」            | 2023年10月24日 6:30 - 6:45   | 羽多野渉         |
| 272     | 「コンサート」「かぎしっぽ」                              | 2023年10月25日 6:30 - 6:45   | 山下大輝         |
| 273     | 「ネコブルブル」「座り方いろいろ」                        | 2023年10月26日 6:30 - 6:45   | 羽多野渉         |
| 274     | 「ネコの前足」「ネコの鼻」                                | 2023年10月27日 6:30 - 6:45   | 植田佳奈         |
| 275     | 「ヘアサロンのネコ」「アログルーミング」                  | 2024年1月5日 21:15 - 21:30   | 立花慎之介       |
| 276     | 「うとうと」「ニャンのライフスタイル」                    | 2024年1月12日 21:15 - 21:30  | 悠木碧           |
| 277     | 「果樹園のネコ」「360度カメラでニャンを狙え!」            | 2024年1月19日 21:15 - 21:30  | 立花慎之介       |
| 278     | 「ひょっこり」「肉球の秘密」                              | 2024年2月3日 9:00 - 9:15     | 悠木碧           |
| 279     | 「ニャンの首輪」「目隠し寝」                              | 2024年2月10日 9:00 - 9:15    | 立花慎之介       |
| 280     | 「ネコの枕」「ネコの威嚇」                                | 2024年3月9日 9:00 - 9:15     | 山下大輝         |
| 281     | 「みんなでいただきます!」「ネコを探せ!畑のニャン」        | 2024年3月11日 11:30 - 11:45  | 悠木碧           |
| 282     | 「そっくりさん」「メスは用心深い?」                       | 2024年3月12日 11:30 - 11:45  | 悠木碧           |
| 283     | 「カメラで遊ぶ」「ネコの舌」                              | 2024年3月15日 11:30 - 11:45  | 山下大輝         |
| 284     | 「落ちる!」「窓の外を眺める時」                           | 2024年3月16日 9:00 - 9:15    | 小松未可子       |
| 285     | 「暖かい場所」「ネコを探せ〜黒猫〜」                      | 2025年2月19日 17:00 - 17:15  | 植田佳奈         |
| 286     | 「ベンガル」「ネコと俳句」                                | 2025年2月26日 17:00 - 17:15  | 植田佳奈         |
| 287     | 「春のネコ」「ネコのまばたき」                            | 2025年3月21日 11:15 - 11:30  | 悠木碧           |
| 288     | 「階段にネコ」「鼻の紋様で見分ける」                      | 2025年3月21日 11:30 - 11:45  | 悠木碧           |
| 289     | 「ネコ忍者」「ネコに近づいてもらうには」                  | 2025年3月22日 5:10 - 5:25    | 山下大輝         |
| 290     | 「耳の先の毛」「白ネコに魅せられて」                      | 2025年3月22日 18:15 - 18:30  | 立花慎之介       |
| 291     | 「世界遺産とネコ」「ネコはマグロが好き」                  | 2025年3月26日 17:00 - 17:15  | 悠木碧           |
| 292     | 「ユニークな毛並み」「第6感が働くとき」                   | 2025年3月28日 5:30 - 5:45    | 立花慎之介       |
| 293     | 「ゴロン」「何匹いるかな」                                | 2025年3月28日 5:45 - 6:00    | 山下大輝         |
| 294     | 「画家とネコ」「ネコが好きな音色」                        | 2025年3月29日 5:10 - 5:25    | 山下大輝         |

## その他の放送チャンネル
- NHK総合（『mini』はレギュラー放送枠以外での放送を表示）

「スペシャル」：2014年1月4日 15:05 - 16:35
mini「あいさつ」「子ネコを撮るには母ネコと仲良く」：2014年8月23日 14:35 - 14:50
ショートカット版「ハワイ 楽園のニャン」（「ハワイ」の前編）：2014年11月25日 0:10 - 0:40
mini「三毛ネコ」「三毛ネコが美しくなるとき」：2016年11月17日 3:00 - 3:15
mini「おりる」「飛びおりる瞬間を見逃すな」：2016年11月18日 3:15 - 3:30
mini「おりる（2）」「ネコを探せ!〜モロッコ〜」：2016年11月19日 2:35 - 2:50
ショートカット版「チリ 空飛ぶネコ」（「チリ」の前編）：2017年5月29日 1:25 - 1:55
ショートカット版「ノルウェー 白夜のニャン」（「ノルウェー」の後編）：2017年5月29日 1:55 - 2:25
mini「しっぽふりふり」「隠れネコを安心させよう!」：2018年1月28日 13:35 - 13:50
mini「子ネコ寝る」「ネコを探せ!〜沖縄〜」：2018年2月25日 22:35 - 22:50
mini「ぴったりくっつく」「大好き!世界の郷土料理」しっぽふりふり」：2018年3月27日 16:35 - 16:50
ショートカット版「ニャンもラグビーが好き〜ニュージーランド〜」（「ニュージーランド」の前編）：2019年9月28日 15:05 - 15:35
mini「おじいちゃんとネコ」「キジトラネコ 顔の模様」：2020年6月21日 17:45 - 18:00
BSコンシェルジュ「岩合光昭の世界ネコ歩き“富士・静岡”〜岩合光昭〜」：2020年7月24日 12:15 - 12:40
- NHK Ｅテレ

mini「おなかペロペロ」「バリバリ爪とぎ」：2018年10月28日 23:15 - 23:30
mini「ネコにも衣装」「こうして出会った名場面」：2020年7月2日 22:30 - 22:45
mini「靴下ちゃん（2）」「鳴き声・クラッキング編」：2020年12月24日 22:30 - 22:4
- チャンネル銀河（CS）

mini

## 関連商品

### DVD・Blu-ray
発行・販売はNHKエンタープライズである。

### CD
- NHK 「岩合光昭の世界ネコ歩き」 ORIGINAL SOUNDTRACK
  - 音楽：高野正樹
  - 2016年3月23日 日本コロムビア 〈型番〉COCX-39468〈janコード〉4988001789925

### 書籍
写真集
- 『ねこ歩き』（2013年5月29日 株式会社クレヴィス ISBN 978-4-904845-29-5）

タイトルは「ネコ」「ねこ」で微妙に異なっているが、収録写真はこの番組で訪れ、撮影したギリシャ、イタリア、トルコ、モロッコ、アメリカ、キューバの猫が中心である。
- 『イタリアの猫』（2013年7月26日 株式会社新潮社 ISBN 978-4-10-414806-6）

オリジナル版で放送されたイタリアのソレントやシチリア島などの猫も撮影されている。
- 『岩合光昭の世界ネコ歩き』（2015年3月23日 株式会社クレヴィス ISBN 978-4-904845-50-9）
- 『岩合光昭の世界ネコ歩き 番組ガイドブック』（2015年3月23日 株式会社クレヴィス ISBN 978-4-904845-49-3）
- 『ふるさとのねこ』（2015年4月24日 株式会社クレヴィス ISBN 978-4-904845-55-4）
- 『コトラ、母になる 津軽のネコの四季物語』（2015年8月 株式会社クレヴィス ISBN 978-4-904845-59-2）
- 『岩合光昭の世界ネコ歩き 続 番組ガイドブック』（2016年8月8日 株式会社クレヴィス ISBN 978-4-904845-71-4）
- 『ねこの京都』（2017年4月29日 株式会社クレヴィス ISBN 978-4-904845-79-0）
- 『岩合光昭の世界ネコ歩き2』（2018年4月27日 株式会社クレヴィス ISBN 978-4-909532-04-6）
- 『岩合光昭の世界ネコ歩き 続々 番組ガイドブック』（2018年5月20日 株式会社クレヴィス ISBN 978-4-909532-05-3）

楽譜
- 『岩合光昭の世界ネコ歩き』ピアノ・ソロ（2015年8月31日 ドレミ楽譜出版社）

月刊誌の付録
- 『アサヒカメラ』2014年1月号（2013年12月19日 株式会社朝日新聞出版）

岩合光昭カレンダー「猫にまた旅2014」（特別付録）
オリジナル版で放送されたブルガリアやシチリア島などの猫が撮影されている。
- 『アサヒカメラ』2015年1月号（2014年12月19日 株式会社朝日新聞出版）

岩合光昭カレンダー「猫にまた旅2015」（特別付録）
オリジナル版で放送されたハワイ、チリ、ウルグアイ、ノルウェー、ベルギーの猫が撮影されている。

## 写真展
- 『ねこ歩き』（2013年5月29日 - ）

「イスタンブール」「エーゲ海の島々」「ソレントとカプリ島」「キューバ・ハバナ」「フロリダ・キーウエスト」「モロッコ・マラケシュ」「モロッコ・海と山と」の中からの作品を一部展示。
- 『岩合光昭の世界ネコ歩き』（2015年4月15日 - ）

「イスタンブール」 - 「パリ」の中からの作品を展示。一部展示されていない放送分の作品もある。
- 『ふるさとのねこ 津軽の四季、子ネコたちの物語。』（2015年7月25日 - ）

「津軽の四季〜春夏特別編〜」、「津軽の四季〜秋冬特別編〜」、スペシャル「津軽の四季」前編・後編、の中からの作品を展示。
- 『ねこの京都』（2017年5月3日 - ）

「京都の四季・プロローグ」、スペシャル「京都の四季」の中からの作品を展示。

## 映画

### 第1作
『劇場版 岩合光昭の世界ネコ歩き コトラ家族と世界のいいコたち』（げきじょうばん いわごうみつあきのせかいネコあるき コトラかぞくとせかいのいいコたち）と題して映画化され、2017年10月21日に公開。
「津軽の四季」の“コトラとその家族”を中心に世界6か国のネコたちの映像を再編集し、テレビでの未公開シーンに2017年夏に撮影の“コトラの子どもたち”の映像を加えて映画化する。ネコ好きを公言する女優の吉岡里帆が岩合とともにナレーションを担当する。

#### キャスト
- 岩合光昭
- ネコ

#### スタッフ（映画）
- ナレーション - 岩合光昭、吉岡里帆[8]
- プロデューサー - 小島智
- ディレクター - 藤原光暁
- タイトルデザイン - 半田淳也
- 音楽 - 高野正樹
- 制作 - NHKエンタープライズ
- 制作プロダクション - ジーズ・コーポレーション
- 映像提供 - NHK
- 製作・配給・宣伝 - ユナイテッド・シネマ

### 第2作
『劇場版 岩合光昭の世界ネコ歩き あるがままに、水と大地のネコ家族』（げきじょうばん いわごうみつあきのせかいネコあるき あるがままに、みずとだいちのネコかぞく）と題して映画化された。2021年1月8日に公開。

#### キャスト
- 岩合光昭
- ネコ

#### スタッフ（映画）
- 監督・撮影 - 岩合光昭
- ナレーション - 中村倫也
- プロデューサー - 小島智ほか
- 助監督 - 林川友季ほか
- 音楽 - 高野正樹
- 制作 - NHKエンタープライズ
- 制作プロダクション - ジーズ・コーポレーション
- 映像提供 - NHK
- 配給・宣伝 - ユナイテッド・シネマ
- 製作委員会メンバー - ユナイテッドシネマ、NHKエンタープライズ、朝日新聞社、クレヴィス、ジーズ・コーポレーション